# Bătălia de la Caporetto
Bătălia de la Caporetto, sau a douăsprezecea bătălie de pe Isonzo (în germană Schlacht von Karfreit, sau zwölfte Isonzoschlacht), a avut loc în timpul Primului Război Mondial între Regio Esercito (Armata Regală) italiană și forțele austro-ungare și germane.
Conflictul, care a început la ora 2:00 în dimineața de 24 octombrie 1917, reprezintă cea mai grea înfrângere din istoria armatei italiene, astfel încât, nu numai în limba italiană, și astăzi cuvântul Caporetto este folosit ca sinonim pentru „înfrângere dezastruoasă”.
Rusia fiind în criză din cauza revoluției, Austro-Ungaria și Germania au putut transfera un număr substanțial de soldați de pe frontul de est pe cele de vest și italian. Încurajați de aceste întăriri, austro-ungarii, cu contribuția departamentelor de elită germane au rupt liniile italienilor, care, nepregătiți pentru un război de apărare, și greu încercați de cele unsprezece bătălii precedente de pe Isonzo, nu au rezistat la șoc și a trebuit să se retragă până pe râul Piave.
Înfrângerea a dus la înlocuirea generalului Luigi Cadorna (care a încercat să ascundă gravele erori tactice și să dea vina pe presupusa lașitate a unor corpuri de armată) cu Armando Diaz. Unitățile italiene s-au reorganizat destul de repede și i-au oprit pe austro-ungari și germani în prima bătălie de pe Piave⁠(d) care a urmat, și au reușit să-și apere până la capăt noua linie de apărare la care se retrăsese Cadorna.

## Situația de ansamblu
Primele patru ofensive declanșate de Luigi Cadorna, comandantul suprem al Armatei Regale italiene, pe Isonzo în a doua jumătate a anului 1915, nu a adus nicio schimbare substanțială a frontului, soldându-se numai cu moartea multor soldați de ambele părți, și cu respingerea fiecărei încercări a italienilor de a rupe liniile inamice. Ca și pe frontul de vest, și în Italia s-a reconfirmat caracteristica fundamentală a Primului Război Mondial: războiul de tranșee.
În 1916, șeful statului major⁠(d) austro-ungar, Franz Conrad von Hötzendorf și-a retras o parte din oameni de pe frontul de est, pe care îl considera solid și relativ liniștit, pentru a-i implica la 15 mai în așa-numita Strafexpedition (expediție de pedepsire) împotriva italienilor, dar atacul a eșuat complet, iar apoi s-a revenit la situația statică. Cadorna a hotărât însă să recupereze teritoriile din Platoul Asiago din Veneto și din Trentino, și astfel, în a doua jumătate a anului 1916, Armata Regală a încercat din nou să-și alunge dușmanii din zonele afectate, dar eșecurile l-au făcut pe comandantul Italian să-și îndrepte atenția spre Isonzo, unde oamenii săi reușiseră să cucerească Gorizia și să-i forțeze pe austro-ungari să se retragă pe noi linii de apărare, de unde au respins toate atacurile ulterioare ale inamicului.
În luna mai 1917, Cadorna a reluat inițiativa, ordonând declanșarea celei de a zecea bătălii de pe Isonzo⁠(d), dar, încă o dată, rezultatele au fost minime, în raport cu viețile omenești pierdute în cursul luptelor. La sfârșitul lunii iulie, la Paris a fost convocată o conferință a Aliaților unde Italiei i s-a cerut să execute două noi ofensive cât mai curând posibil, pentru a diminua presiunea de pe frontul de vest, dar Cadorna a garantat numai una (a unsprezecea bătălie de pe Isonzo⁠(d)), care s-a încheiat într-un impas.
După cum s-a menționat deja, toate aceste lupte au produs în ambele tabere grele pierderi omenești, dar pentru austro-ungari, situația era mai gravă, efectivele lor fiind cu aproximativ 40% mai mici decât ale Italiei. Ei au fost nevoiți să ceară colaborarea germanilor, care au răspuns trimițând pe front unele unități de elită, și mari comandanți ca generalul Otto von Below și șeful statului său major, Konrad von Krafft Dellmensingen.

## Terenul

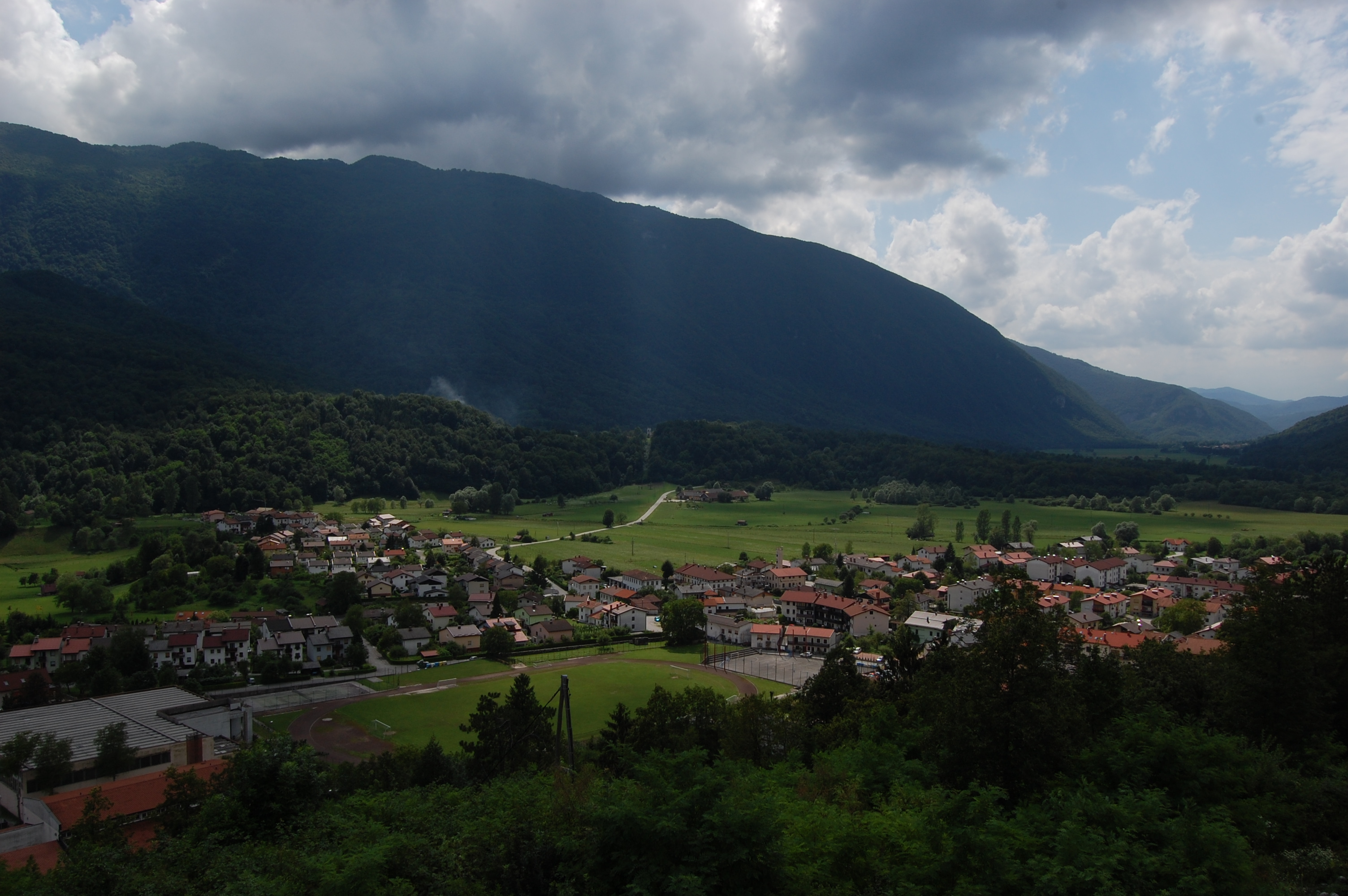
Caporetto fotografiat în iulie 2008

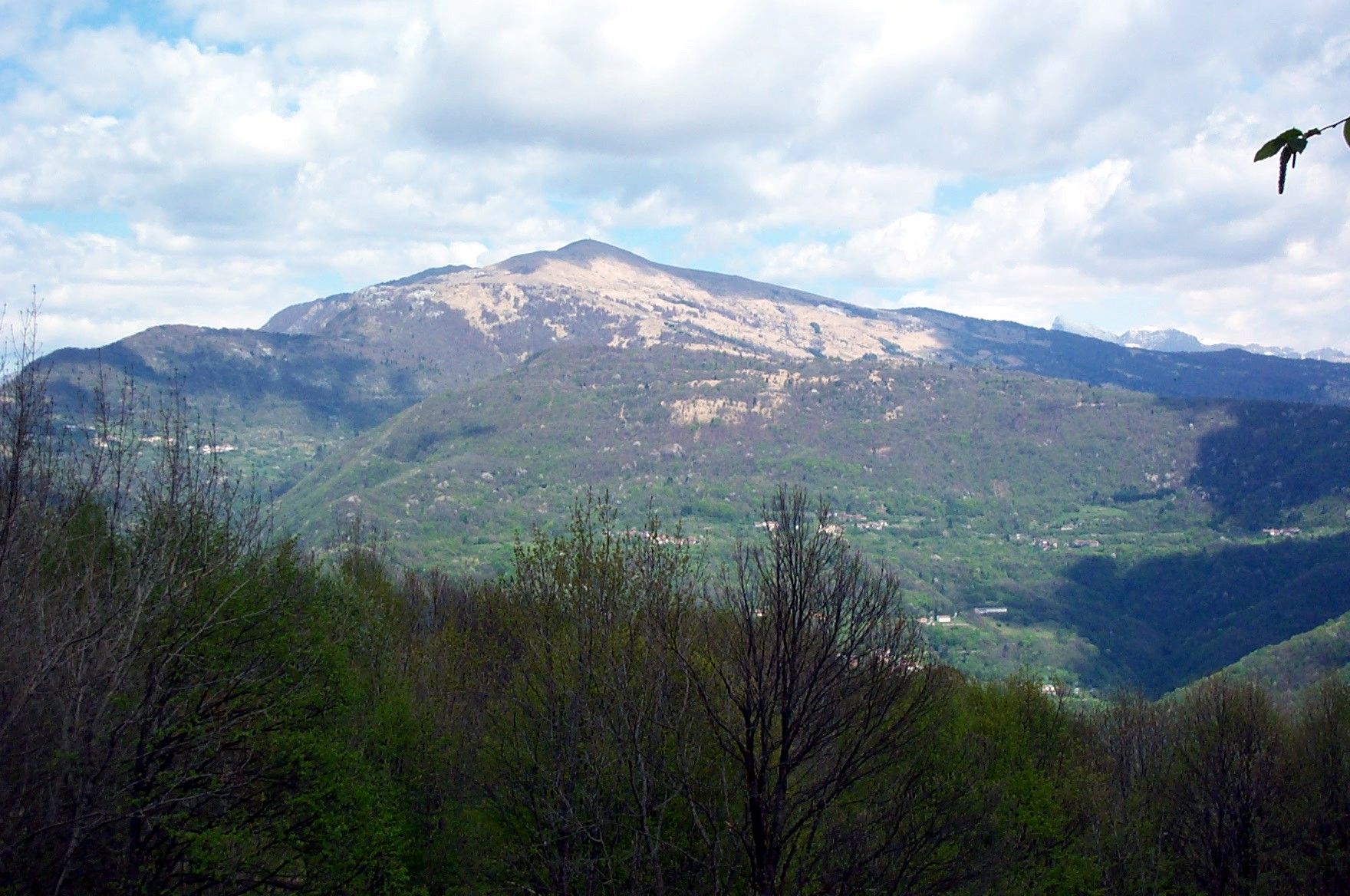
Muntele

Cele mai importante locuri unde s-au dus lupte în bătălia de la Caporetto au fost bazinul⁠(d) omonim, văile Natisone⁠(d) și masivul⁠(d) muntelui Colovrat⁠(d).
Poziția localității Caporetto (Kobarid în slovenă) era deosebit de strategică având în vedere că acesta se află la confluența între râul Isonzo și valea Natisone, râu care drenează Câmpia Friulană⁠(d). În timpul războiului, orașul a servit ca legătură între interiorul țării și complexa organizare a armatei a IV-a, cea mai mare unitate a Armatei Regale desfășurate între vale și munții de mai sus. Zonele centrale în raport cu care era împărțită larga zonă de luptă al corpului de armată găzduia comandamentul de divizie (Dresenza, Smasti, Saga) cu toate serviciile agregate de artilerie, inginerii militari și facilități sanitare, în timp ce cei câțiva kilometri de la prima linie găzduia comandamendul de brigadă, rezervele și trupele în repaus.
Situat în partea de est a regiunii Friuli-Venezia Giulia, văile Natisone legau Cividale del Friuli, de valea râului Isonzo din Slovenia de astazi. Ele erau compuse din valea râului Natisone propriu-zis, precum și din cele ale afluenților săi, Alberone, Cosizza⁠(d) și Erbezzo. La nord, zona era dominată de muntele Matajur, și de muntele Re, de 1.641 m
Lanțul Colovrat (Kolovrat în slovenă) este un lanț muntos lung caracterizat printr-o serie de dealuri formate din muntele Podclabuz (Na Gradu-Klabuk; 1.114 m), muntele Piatto (1.138 m) și muntele Nagnoj cu cota 1.192, care astăzi se află pe frontiera între Italia și Slovenia. Acest sistem de munți care se ridică deasupra văii între Kobarid și Tolmin și a constituit în mai 1915 unul dintre punctele de plecare ale trupelor italiene către teritoriul austro-ungar.

## Forțele desfășurate

### Noile tactici aleDeutsches Heer

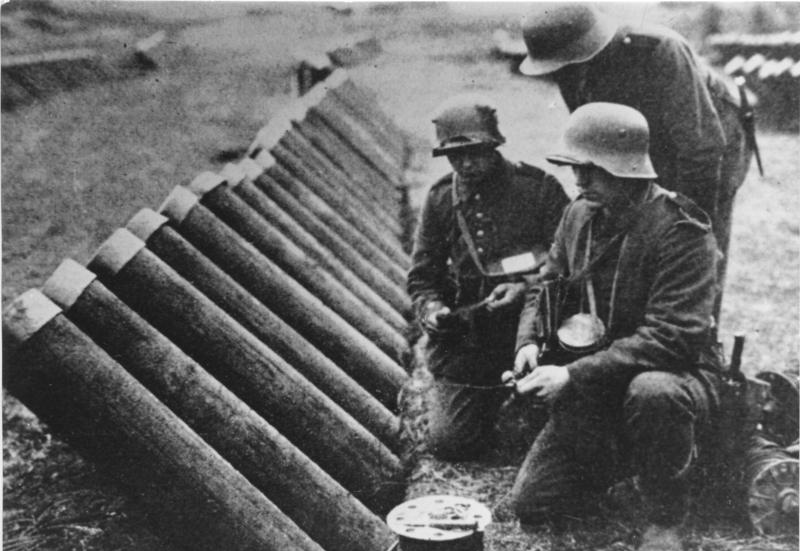
Tuburi lansatoare de gaz germane. Aceste arme aveau să fie folosite pentru a rupe liniile italiene între Plezzo și Isonzo

Mersul războiului pentru Imperiul German l-a determinat pe Erich Ludendorff, abil general al Deutsches Heer, sfătuit și de colonelul Fritz von Lossberg⁠(d), să reevalueze tacticile defensive și ofensive pe care le învățau soldații de pe front. Referitor la acestea din urmă, care privesc mai mult scenariul confruntării de la Caporetto, au fost formate și instruite așa-numitele Sturmpatrouillen, echipe de asalt⁠(d) formate din 11 oameni (șapte pușcași⁠(d), doi soldați cu muniții și doi mitraliori), care trebuia să se ocupe cu misiunile de contraatac; procedând astfel, el încredința inițiativa unui nivel de comandă mai mic, punând o mare responsabilitate în seama subofițerilor.
Deja în 1915,  francezii dezvoltaseră un concept similar, ce prevedea implicarea unor groupes de tirailleurs, înarmați cu grenade, mortiere și mitraliere împotriva posturilor inamice de mitraliere, avansând în formație extinsă și exploatând fiecare element din terenul în avantajul propriu, dar acestea nu fuseseră încercate în practică, și astfel germanii, care au aflat de aceste idei, și-au elaborat doctrinele descrise mai sus și introduse în 1917.
Liderii militari germani înțelegeau și că viața în tranșee era distructivă din punct de vedere fizic și psihologic pentru soldat, așa că s-au străduit să reducă la minim perioada petrecută de soldați în prima linie: un batalion stătea în prima linie, în medie, 2 zile din 12.
Germania a ținut întotdeauna și Imperiul Austro-Ungar la curent cu toate aceste studii și inovații. Austro-ungarii s-au și grăbit să le pună efectiv în practică în bătălia de la Flondar⁠(d), în bătălia de pe muntele Ortigara⁠(d) și în cel de-a unsprezecea bătălie de pe Isonzo, profitând mai ales de apărarea „elastică”, o altă noutate dezvoltată de aliații lor dintr-o idee franceză, rămasă stadiu de idee, constând din trei linii de apărare: prima ocupat de o forță mică, a doua a fost bine echipată și fortificată, și o a treia destinată la rezervelor și trupelor însărcinate cu declanșarea unui eventual contra-atac rapid.

### Situația Armatei Regale
Sub comanda lui Cadorna, din 1915 până în octombrie 1917, Armata Regală a fost întărită considerabil de la un milion la trei milioane de oameni. În același timp, artileria a fost mai mult decât triplată, numărul mitralierelor a crescut, și aviația, de asemenea, a beneficiat de o creștere semnificativă.Toate acestea, însă, nu au fost urmate și de o tratare a problemei lipsei de instructori capabili, a căror formare necesita ani, și chiar și de soldați, cronic insuficienți în raport cu întinderea frontului (650 km).
Inovațiilor germe, Italia le-a opus schema ofensivă clasică bazată pe acțiune puternică a artileriei, urmată de un atac de infanterie. În ceea ce privește apărarea, în schimb, Comandamentul Suprem Militar Italian⁠(d), față de care se subordona Grupul IV⁠(it)[traduceți] aerian, a emis câteva directive, de-a lungul războiului, cu privire la utilizarea artileriei. Armata Regală era dispusă în trei linii de apărare, dar, spre deosebire de inamicii lor, soldații erau înghesuiți în prima linie, în timp ce alte două erau slab ocupate, având în vedere că se spera frângerea atacului inamic de către artilerie.
Diferența față de „apărarea elastică” a germanilor constă în faptul că aceștia acceptau o retragere de câțiva kilometri pentru a pregăti mai bine contraatacul care avea să fie lansat în momentul în care, nemaifiind protejați de „gurile de foc” unitățile inamice aveau să intre în criză sub tirul inamicului. Un alt element caracteristic al armatei italiene era birocrația excesivă: în timp ce ordinele germanilor trecea doar prin comandanții de divizie și batalion, în Italia ele trebuia să meargă prin corpul de armată, divizie, brigadă, regiment, și, în cele din urmă, la batalion.
Chiar dacă cu întârziere și într-o măsură limitată, ceva totuși s-a făcut. Pe 29 iulie 1917, au fost înființate la Manzano unitățile de Arditi („Cutezători”) sub comanda generalului Capello⁠(d), care le-a pus sub comanda căpitanului Giuseppe Alberto Bassi. Această măsură a avut însă un impact redus asupra bătăliei de la Caporetto, atât din pricina numărului redus de Arditi, cât și pentru că aceste unități erau dedicate în principal acțiunilor ofensive, și aveau experiență puțină, ca și armata în ansamblul ei, în domeniul apărării.

### Ordinul de luptă

#### Germania și Austro-Ungaria
În ce privește Armata a 14-a și diviziile germane care aveau să lupte, trei (1, 50 și 55) erau deja în zona de operațiuni, în timp ce 3 Edelweiss și 22 Schützen au fost aduse din Trentino; aceste unități, împreună cu Alpenkorps, erau deja obișnuite cu războiul în munți, ele luptaseră în Vosgi, în Macedonia și în Carpați. 12 sileziană și 26 trebuiau însă instruite pentru a lupta pe noul tip de teren, în timp ce 4, 5, 13, 33, 117 și 200 veneau de pe frontul de est.
Privind numai elementele care au intrat în acțiune pe 24 octombrie (excluzând rezervele și divizia Jäger, care timp de mai multe zile nu a participat la luptă), puterea totală a austro-ungaro-germanilor era de 353 000 de oameni, 2.147 de tunuri și 371 de obuziere.

##### Armata a 14-a
Mai jos este ordinul de luptă al Armatei a 14-a, austro-ungaro-germană la momentul zero din 24 octombrie 1917.
Comandant suprem: generalul de infanterie⁠(d) Otto von Below

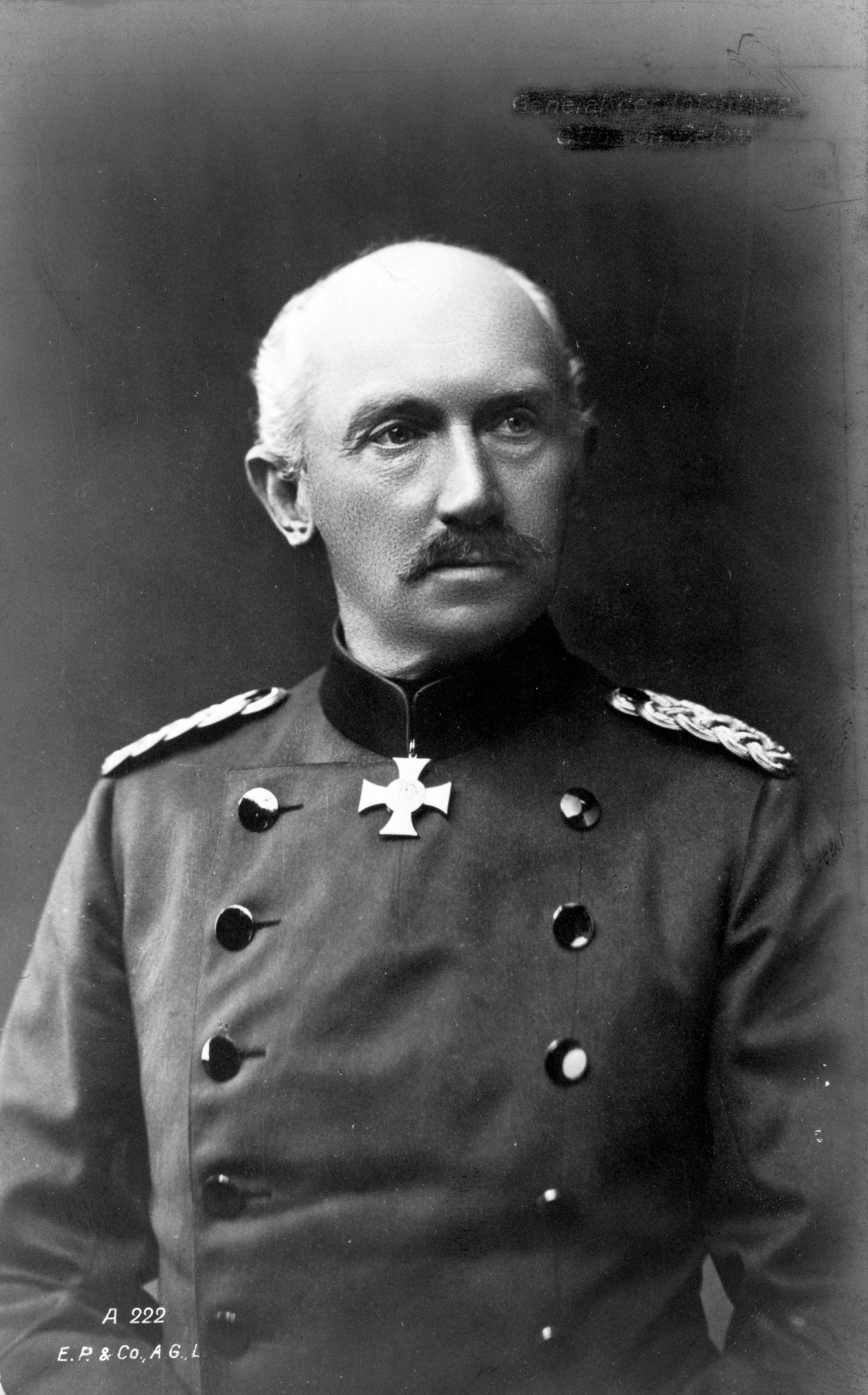
Otto von Below, comandantul Armatei a 14-a

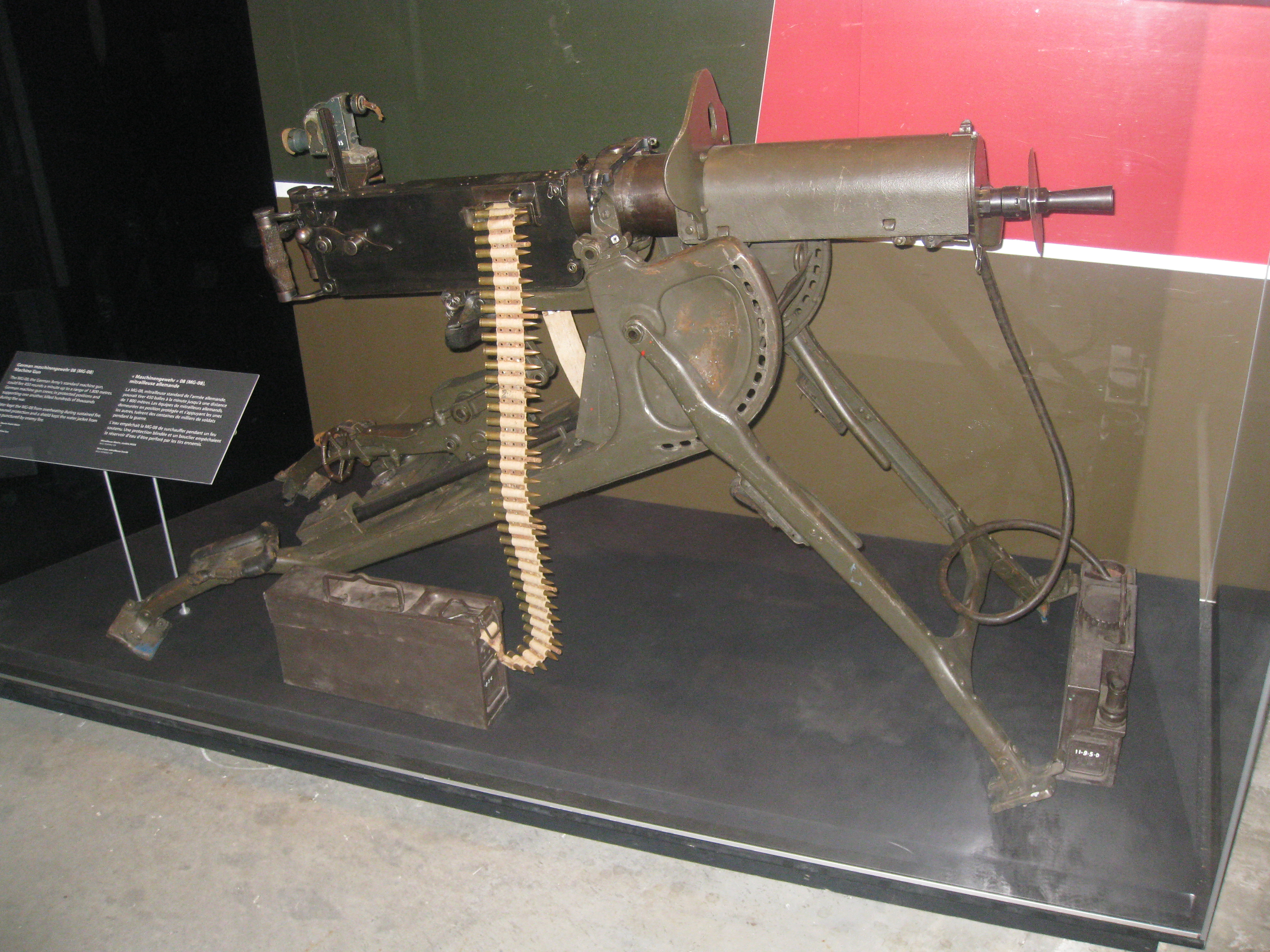
MG 08, mitraliera produsă de Imperiul German în timpul Primului Război Mondial

Șeful de stat major: general-locotenent⁠(d) Konrad von Krafft Dellmensingen
Comandant de artilerie: general-maior⁠(d) Richard von Berendt⁠(d)
Aliniament: de la muntele Rombon la Gorenji Log
- Corpul austro-ungar (Grupul Krauss - general de infanterie Alfred Krauß)
  - Aliniament: de la muntele Rombon la muntele Nero (Krn în slovenă)
  - Divizia 3 Infanterie austro-ungară (Edelweiss; general-maior Wieden von Alpenbach)
    - Brigada 216 Infanterie
      - Regimentul 59 Infanterie „Erzherzog Rainer”
      - Regimentul 4 Kaiserjäger (1 singur batalion)

    - Brigada 217 Infanterie
      - Regimentul 14 Infanterie „Ernst Ludwig Großherzog von Hessen und bei Rhein”
      - Regimentul 3 Kaiserjäger

  - Divizia 22 austro-ungară (Schützen; general-maior Müller)
    - Brigada 4 Schützen
      - Regimentul 3 Kaiserschützen „Innichen” (infanterie de mounte; doar 1 batalion)
      - Regimentul 26 Schützen „Marburg”

    - Brigada 98 Schützen
      - Regimentul 1 Kaiserschützen „Trient” (infanterie de munte)
      - Regimentul 2 Kaiserschützen „Bozen” (infanterie de munte)

  - Divizia 55 de infanterie austro-ungară (general-maior principele de Schwarzemberg)
    - Sturmbtaillon 55
    - Brigada 26 infanterie de munte
      - Regimentul 4 infanterie din Bosnia-Herțegovina
      - Regimentul 7 infanteria „Graf von Khevenhüller”

    - Brigada 38 infanterie
      - Regimentul 2 infanterie din Bosnia-Herțegovina
      - Elemente din Regimentul 4 infanterie din Bosnia-Herțegovina (1 batalion)
      - Elemente din Regimentul 7 infanterie (1 batalion)

  - Divizia Jäger germană (colonel von Wodkte)
    - Brigada 5 marș (Ersatz) de infanterie
      - Regimentul 11 Jäger 
        - Escadrilă de comando, Regimentul 4 dragoni „von Bredow” (1. Schlesisches)
        - Batalionul Jäger de rezervă de Gardă (Prusia)
        - Batalionul Schützen de rezervă de Gardă
        - Batalionul 1 Jäger

      - Regimentul 12 Jäger 
        - Escadrilă de comando, Regimentul 2 hussari „Leib Husaren Regiment Königin Victoria von Preußen” (Prusia)
        - Batalionul 2 Jäger
        - Batalionul 7 Jäger
        - Batalionul 1 Jäger de rezervă

      - Regimentul 13 Jäger
        - Escadrilă de comando, Regimentul 8 Chevaulegers (Bavaria)
        - Batalionul 8 Jäger de rezervă
        - Batalionul 20 Jäger de rezervă
        - Batalionul 21 Jäger de rezervă

      - Sturmbataillon „Kronprinz Rupprecht” (Bavaria)
      - Sturmbataillon „Deutscher Kronprinz” (Bavaria)
      - Sturmbataillon „Herzog Albrecht” (Bavaria)
- Corpul III bavarez (Grupul Stein - general-locotenent Hermann Freiherr von Stein)
  - Aliniament: de la muntele Nero la Mengore
  - Divizia 50 infanterie austro-ungară (general-maior Gerabek)
    - Brigada 3 infanterie de munte
      - Regimentul 30 infanterie „Schoedler” (1 singur batalion)
      - Regimentul 33 fanteria "Kaiser Leopold II" (1singur batalion)
      - Regimentul 46 fanteria (1 singur batalion)
      - Regimentul 80 fanteria "Wilhelm Ernst Großherzog von Sachsen-Weimar-Eisenach, Herzog zu Sachsen" (1 singur batalion)
      - Batalionul 25 Feldjäger
      - Regimentul 155 Landsturm (miliția teritorială)

    - Brigada 15 infanterie de munte
      - Regimentul 1 infanterie din Bosnia-Herțegovina (mai puțin 1 batalion)
      - Regimentul 18 infanterie „Erzherzog Leopold Salvator” (1 singur batalion)
      - Regimentul 37 infanterie „Erzherzog Joseph” (1 singur batalion)
      - Regimentul 61 infanterie „Ritter von Frank” (1 singur batalion)

  - Divizia 12 infanterie germană (general-maior Lequis)
    - Brigada 24 infanterie
      - Regimentul 23 infanterie „von Winterfeldt” (2.Oberschlesisches)
      - Regimentul 62 infanterie (3.Oberschlesisches)
      - Regimentul 63 infanterie (4.Oberschlesisches)

  - Divizia 117 infanterie germană – general-maior von Seydel
    - Brigada 233 infanterie
      - Regimentul 157 infanterie (4.Schlesisches)
      - Regimentul 11 infanterie de rezervă
      - Regimentul 22 infanterie de rezervă „Keith” (1. Oberschlesisches)

  - Corpul alpin german (Alpenkorps; general-maior von Tutschenk)
    - Brigada 1 Jäger bavareză
      - Regimentul de infanterie „Leibregiment” bavarez
      - Regimentul 1 Jäger bavarez
        - Batalionul 1 Jäger bavarez „Koenig”
        - Batalionul 1 Jäger bavarez
        - Batalionul 1 Jäger de rezervă bavarez

    - Regimentul 2 Jäger bavarez
      -         - Batalionul 10 Jäger bavarez
        - Batalionul 10 Jäger  de rezervă bavarez
        - Batalionul 14 Jäger  de rezervă bavarez

    - Batalionul de munte din Württemberg (maior Theodor Sproesser)
- Corpul LI german (Grupul Berrer - general-locotenent Albert von Berrer)
  - Aliniament: de la Mengore la Santa Lucia d'Isonzo
  - Divizia 26 infanterie (1 Württemberg; general-maior von Hofacker)
    - Brigada 51 infanterie
      - Regimentul 119 grenadieri „Königin Olga” (1.Württenbergisches)
      - Regimentul 121 infanterie „Alt-Württemberg” (3.Württenbergisches)
      - Regimentul 125 infanterie „Kaiser Fredrich, König von Preußen” (7.Württenbergisches)

  - Divizia 200 infanterie germană (general-maior von Below)
    - Brigada 2 Jäger
      - Regimentul 3 Jäger 
        - Batalionul 1 Schiori (Bavaria)
        - Batalionul 2 Schiori
        - Batalionul 3 Schiori
        - Batalionul 4 Schiori (Bavaria)

      - Regimentul 4 Jäger
        - Batalionul 11 Jäger
        - Batalionul 5 Jäger  de rezervă
        - Batalionul 6 Jäger  de rezervă

      - Regimentul 5 Jäger
        - Batalionul 17 Jäger de rezervă
        - Batalionul 18 Jäger de rezervă
        - Batalionul 23 Jäger  de rezervă
- Corpul XV austro-ungar (Grupul Scotti - feldmareșal-locotenent[b] Karl Scotti)
  - Aliniament: de la Santa Lucia d'Isonzo la Log
  - Divizia 1 infanterie austro-ungară (feldmareșal-locotenent Metzger)
    - Brigada 7 infanterie de munte
      - Regimentul 5 infanterie „Freiherr von Klobucar” (1 singur batalion)
      - Regimentul 25 infanterie „Edler von Pokorny” (1 singur batalion)
      - Regimentul 53 infanterie „Dankl” (1 singur batalion)
      - Regimentul 66 infanterie „Erzherzog Peter Ferdinand” (1 singur batalion)
      - Regimentul 86 infanterie „Freiherr von Steininger” (1 singur batalion)
      - Batalionul 3 Jäger din Bosnia-Herțegovina

    - Brigada 22 infanterie de munte
      - Regimentul 4 infanterie din Bosnia-Herțegovina (1 singur batalion)
      - Batalionul 17 Feldjäger
      - Batalionul 31 Feldjäger
      - Regimentul 37 Schützen „Gravosa” (2 batalioane)
      - Regimentul 92 infanterie „Edler von Hortstein”

  - Divizia 5 infanterie germană (general-maior von Wedel)
    - Brigada 10 infanterie
      - Regimentul 8 grenadieri „Leib” „König Frederich Wilhelm III” (1.Branderburgisches)
      - Regimentul 12 grenadieri „Prinz Karl von Preußen” (2.Branderburgisches)
      - Regimentul 52 infanterie „von Albensleven” (6.Branderburgisches)
- Rezervele
  - Divizia 4 ifanterie austro-ungară (feldmareșal-locotenent Pfeffer von Ehrenstein)
    - Brigada 7 infanterie
      - Regimentul 88 infanterie
      - Regimentul 99 infanterie

    - Brigada 8 infanterie
      - Regimentul 8 infanterie „Erzherzog Karl Stephan”
      - Regimentul 49 infanterie „Freiherr von Hess”

  - Divizia 13 Schützen austro-ungară (feldmareșal-locotenent von Kalser)
    - Brigada 25 Schützen
      - Regimentul 1 Schützen "Wien"
      - Regimentul 24 Schützen "Wien"

    - Brigada 26 Schützen
      - Regimentul 14 Schützen "Brünn"
      - Regimentul 25 Schützen "Kremsier"

  - Divizia 33 infanterie austro-ungară (general-maior Iwansky von Iwanina)
    - Brigada 65 infanterie
      - Regimentul 19 infanterie „Erzherzog Franz Ferdinand”
      - Regimentul 36 infanterie „Reichsgraf Browne”

    - Brigada 66 infanterie
      - Regimentul 12 infanterie „Parmann”
      - Regimentul 83 infanterie „Freiherr von Schikovsky”
- Mari unități subordonate succesiv Armatei a 14-a
  - Divizia 35 infanterie austro-ungară (feldmareșal-locotenent von Podhoransky; din Armata a 2-a)
    - Brigada 69 infanterie
      - Regimentul 51 infanterie „von Boroeviċ”
      - Regimentul 63 infanterie „Freiherr von Pitreich”

    - Brigada 70 infanterie
      - Regimentul 62 infanterie „Ludwig III, König von Bayern”
      - Regimentul 64 infanterie „Ritter von Auffenberg”

  - Divizia 94 infanterie austro-ungară (feldmareșal-locotenent von Lawrowski)
    - Grupul Lesachtal
      - Batalionul 148 Landsturm (miliția teritorială)
      - Batalionul Schützen voluntari din Salzburg
      - Batalionul  Schützen voluntari din Styria

    - Brigada 25 infanterie de munte
      - 18º Reggimento Schützen "Przemyšl" (1 singur batalion)
      - Batalionul 8 Feldjäger
      - un batalion Feldjäger de marș (Ersatz)
      - Regimentul 26 Landsturm (miliția teritorială, 1 batalion)
      - Batalionul 30 Landsturm (miliția teritorială)

    - Brigada 57 infanterie de munte
      - Regimentul 26 Landsturm (miliția teritorială, 2 batalioane)
      - Batalionul 151 Landsturm (miliția teritorială)
      - Batalionul 157 Landsturm (miliția teritorială)
      - un Sturmbataillon

Forța estimată totală (numai companiile de pușcași, cu excepția companiilor de mitraliere și de serviciu): 98.400 unități
Batalioane: 164 (inclusiv 65 germane)
Artilerie: 1.759 piese din care 1250 de mic calibru, 396 de calibru mediu, 32 de calibru mare, 81 pe poziție fixă, precum și 44 de lansatoare de mine. Erau disponibile și circa 4.000 de mitraliere.

##### Armata a 2-a a Isonzoului
Urmează ordinul de bătălie al Armatei a 2-a a Isonzoului (Grupul Kosak) la ora zero în ziua de 24 octombrie 1917.
Comandantul-șef: mareșal-locotenent Ferdinand Kosak⁠(d)
Șef de stat major: locotenent-colonel Walter Slameczka
Aliniament: de la Gorenji Jurnal la Črni Kal
- - Divizia 60 infanterie austro-ungară (mareșal-locotenent Goiginger)
    - Brigada 2 Infanterie de Munte
      - Regimentul 8 Infanterie „Erzherzog Karl Stephan” (1 batalion)
      - Regimentul 52 infanterie „Erzherzog Friedrich” (1 batalion)
      - Regimentul 55 infanterie (1 batalion)
      - Regimentul 70 infanterie „Edler von Appel” (1 batalion)
      - Batalionul 12 Feldjäger
      - Batalionul 8 Feldjäger din Bosnia-Herțegovina

    - 10 Infanterie Brigada de Munte
      - Regimentul 20 infanterie „Prinz Heinrich von Preußen” (1 batalion)
      - Regimentul 21 infanterie „Graf von Abensperg u. Traun” (1 batalion)
      - Regimentul 47 infanterie „Graf von Beck-Rzikowsky” (1 batalion)
      - Regimentul 90 infanterie „Edler von Horsetzky” (1 batalion)
      - Batalionul 1, Feldjäger din Bosnia-Herțegovina
      - Batalionul 4 Feldjäger din Bosnia-Herțegovina

  - Divizia 35 Infanterie austro-ungară (feldmareșal-locotenent von Podhoránszky; mai târziu în Armata a 14-a)
    - Brigada 69 Infanterie
      - Regimentul 51 infanterie „von Boroevic”
      - Regimentul 63 infanterie „Freiherr von Pitreich”

    - Brigada 70 Infanterie
      - Regimentul 62 infanterie „Ludwig III, König von Bayern”
      - Regimentul 64 infanterie „Ritter von Auffenberg”

  - Divizia 57 Infanterie austro-ungară (general-maior von Hrozny)
    - Brigada 5 infanterie
      - Regimentul 22 Infanterie „Graf von Lacy” (mai puțin 1 batalion)
      - Regimentul 57 infanterie „Prinz zu Sachsen-Coburg-Saalfeld”
      - Regimentul 2 Landsturm (miliția teritorială, doar 1 batalion)

    - Brigada 18 Infanterie
      - Regimentul 87 infanterie „Freiherr von Succovaty”
      - Regimentul 34 infanterie „Wilhelm I, Deutscher Kaiser und König von Preußen” (1 batalion)
      - Regimentul 69 infanterie „Freiherr von Leithner” (1 batalion)
      - Batalionul 8 Feldjäger

Forța estimată totală (numai companiile de pușcași, cu excepția companiilor de mitraliere și servicii): 21.600 de unități
Batalioane: 36
Artilerie: 424 piese, dintre care 320 de calibru mic, 96 de calibru mediu și 8 de calibru mare, pe lângă 23 de lansatoare de bombe.

#### Italia
Pe frontul de pe Isonzo, Cadorna avea la sud (flancul drept), Armata a 3-a, față de al cărui comandament aerian era subordonat Grupul I⁠(it)[traduceți], comandat de ducele d'Aosta, format din patru corpuri, și spre nord (flancul stâng) Armata a 2-a, față de al cărui comandament aerian era subordonat Grupul al II-lea⁠(it)[traduceți], comandat de generalul Luigi Capello⁠(d), format din opt corpuri. Penetrarea a avut loc pe flancul stâng al Armatei a 2-a între Tolmin și Bovec. Această parte de front era ocupată în partea de sud, între Tolmino și valea mare a râului Judrio, de Divizia 19 general-maiorului Giovanni Villani, din brigada Puglie și de Grupul alpin X al Corpului de Armată XXVII al lui Pietro Badoglio, iar la nord de la Gabria până la Bovec de Corpul IV de armată al general-locotenentului Alberto Cavaciocchi⁠(d). Prins între cele două corpuri de armată și pe cea mai retrasă poziție, era pregătit slab și în grabă Corpul VII în frunte cu general-maiorul Luigi Bongiovanni⁠(d)..
Dacă se iau în considerare numai unitățile afectate de ofensiva lui von Below și Kosak, era vorba de 257.400 de oameni susținuți de 997 de tunuri și 345 mortiere.

##### Armata a 2-a
Urmează ordinul de luptă al Armatei a 2-a italiană la ora zero pe 24 octombrie 1917.

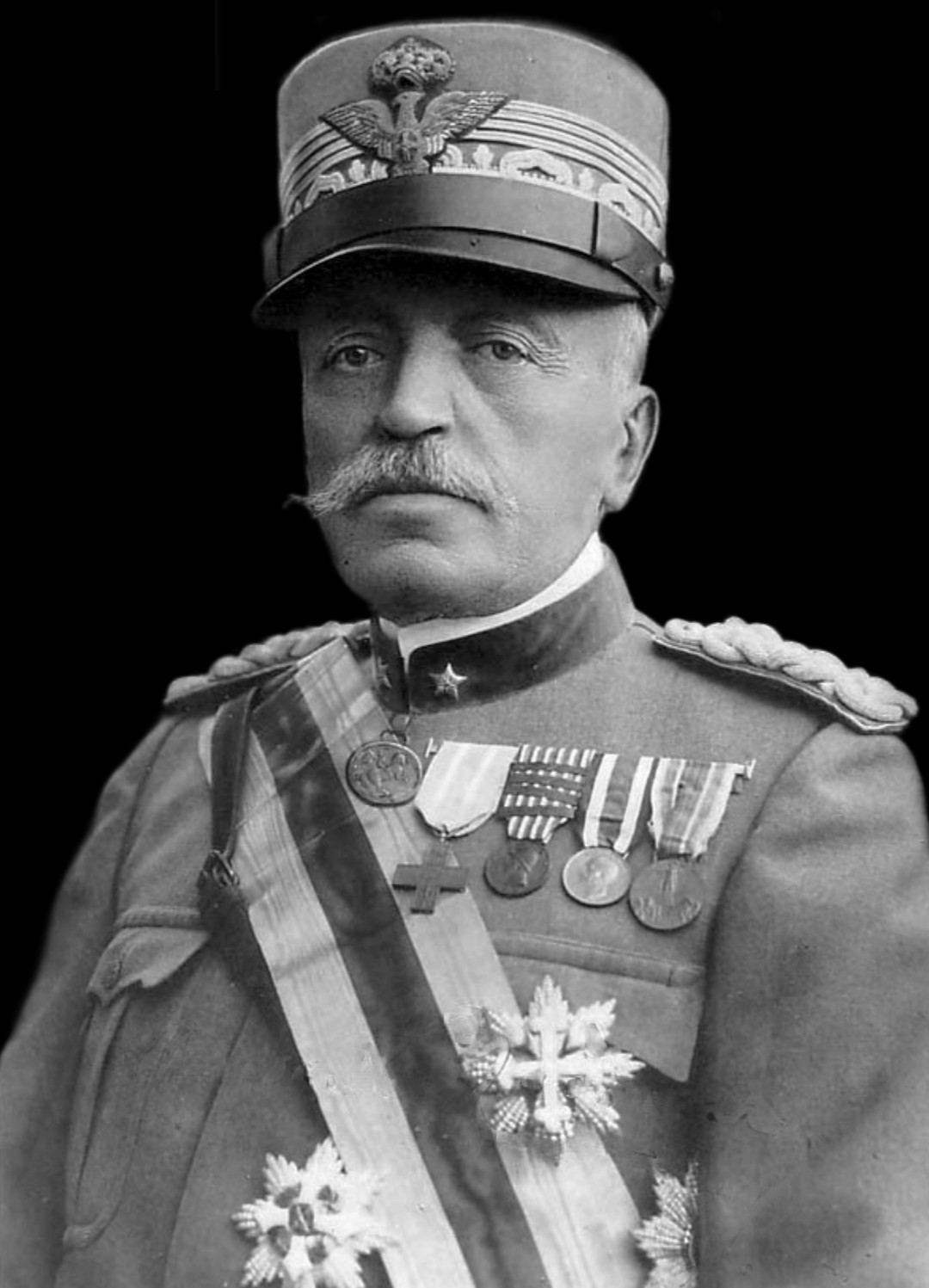
Luigi Cadorna, șeful de stat major al Armatei Regale

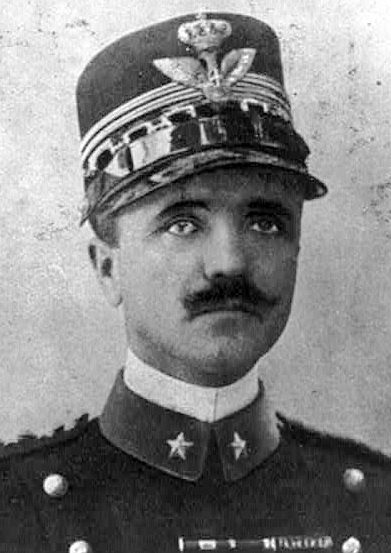
Pietro Badoglio, aici fotografiat în 1921, era comandant al Corpului XXVII atunci când a început bătălia de la Caporetto

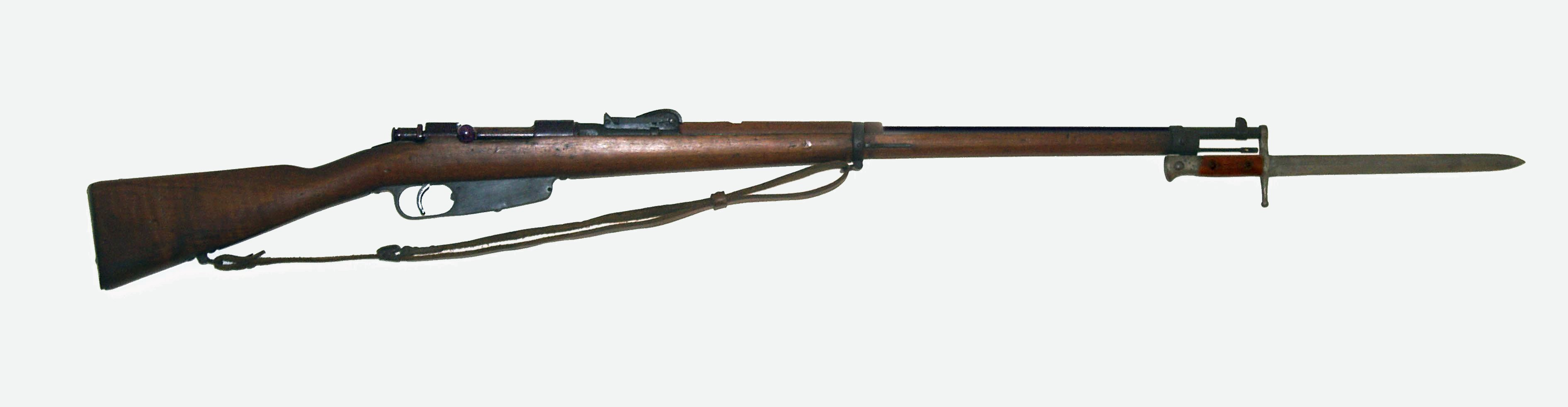
Carcano Mod. 91 cu baionetă, pușcă standard de infanterist în Primul Război Mondial

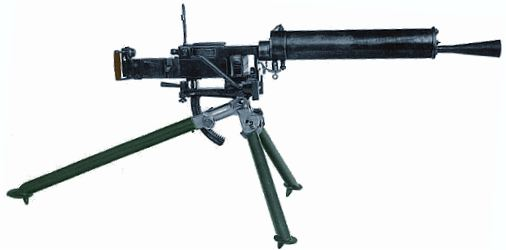
Mitralieră, folosită de Armata Regală în Primul Război Mondial

Comandantul suprem: general-locotenent Luigi Capello⁠(d)
Șef de stat major: colonel de brigadă Silvio Egidi
Aliniament: de la muntele Rombon la râul Vipava⁠(d)
În prima linie:
- Corpul IV (general-locotenent Alberto Cavaciocchi⁠(d))
  - Aliniament: de la muntele Rombon la Dolje
  - Divizia 50 (general-maior Giovanni Arrighi)
    - Brigada „Friuli” - Regimentele 87 și 88 infanterie
    - Brigada „Foggia” - Regimentul 280 infanterie
    - Batalioanele alpine „Borgo S. Dalmazzo”, „Dronero” și „Saluzzo”
    - Grupul alpin 2 - batalioanele „Ceva”, „Mondovì”, „Monviso”

  - Divizia 43 (general-locotenent Angelo Farisoglio)
    - Brigada „Genova” - Regimentele 97 și 98 infanterie
    - Elemente din brigada „Etna” - Regimentul 223 infanterie
    - Gruparea V alpină: grupul 5 (batalioanele „Monte Albergian”, „Val Chisone”, „Belluno”)
    - Regimentul 9 bersaglieri

  - Divizia 46 (general-locotenent Giulio Amadei)
    - Brigada „Caltanissetta” - Regimentele 147 și 148 infanterie
    - Brigada „Alexandria” - Regimentele 155 și 156 infanterie
    - Elemente din Brigada „Etna” - Regimentul 224 infanterie
    - Regimentul 2 bersaglieri

  - Divizia 34 (general-locotenent Luigi Basso), rezerva corpului de armată
    - Brigada „Foggia” - Regimentele 281 și 282 infanterie
    - Batalionul alpin „Monte Argentera”.
- Corpul de armată XXVII (general-locotenent Pietro Badoglio)
  - Aliniament: de la Dolje la Breg
  - Divizia 19 (general-maior Giovanni Villani)
    - Brigada „Napoli” - Regimentele 75 și 78 infanterie
    - Brigada „Spezia” - Regimentele 125 și 126 infanterie
    - Brigada „Taro” - Regimentele 207 și 208 infanterie (mai puțin un batalion)

  - Divizia 65
    - Elemente din Brigada „Belluno” - Regimentul 274 infanterie, Regimentul 275/I și II infanterie

  - Divizia 22
    - Brigada „Pescara” - Regimentele 211 și 212 infanterie

  - Divizia 64
    - Elemente din Brigada „Belluno” - Regimentul 276 infanterie, Regimentul 275/III infanterie
    - Elemente din Brigada „Taro” - Regimentul 208/II infanterie

  - Rezerva corpului de armată:
    - Grupul Alpin X (batalioanele „Vicenza”, „Monte Berico”, „Morbegno”, „Val d'Adige”)
    - Brigada „Puglie” - Regimentele 71° și 72 infanterie⁠(d) (deja în linie)
    - Brigada „Roma” - Regimentele 78 și 80 infanterie (deja în linie)
- Corpul de armată XXIV (general-locotenent Enrico Caviglia⁠(d))
  - Aliniament: de la Breg la muntele Zgorevnice
  - Divizia 49
    - Brigada „Ravenna” - Regimentele 37 și 38 infanterie
    - Brigada „Lambro” - Regimentele 205 și 206 infanterie (în dimineața de 24 a trecut la Corpul XIV, fiind înlocuit de „Palermo”)
    - Brigada „Sele” - Regimentele 219 și 220 infanterie

  - Divizia 68
    - Brigada „Grosseto” - Regimentele 237 și 238 infanterie

  - Divizia 10
    - Brigada „Verona” - Regimentele 83 și 84 infanterie
    - Brigada „Campobasso” - Regimentele  229 și 230 infanterie
- Corpul de armată II (general-maior Alberico Albricci⁠(d))
  - Aliniament: de la Zgorevnice la muntele Sella di Dol
  - Divizia 67
    - Brigada „Cremona” - Regimentele 21⁠(d) și 22 infanterie⁠(d)
    - Brigada „Tortona” - Regimentele 257 și 258 infanterie

  - Divizia 44
    - Brigada „Re” - Regimentele 1⁠(d) și 2 infanterie
    - Brigada „Brescia” - Regimentele 19 și 20 infanterie

  - Divizia 8
    - Brigada „Udine” - Regimentele 95 și 96 infanterie
    - Brigada „Forlì” - Regimentele 43 și 44 infanterie

  - Rezerva corpului de armată: brigada „Aquila” - Regimentele  269 și 270 infanterie
- Corpul de armată VI (general-locotenent Luigi Lombardi⁠(d))
  - Aliniament: de la Sella di Dol la Borgo Carinzia (Gorizia)
  - Divizia 66
    - Brigada „Cuneo” - Regimentele 7⁠(d) și a 8 infanterie
    - Brigada „Abruzzi” - Regimentele 57 și 58 infanterie „Abruzzi”
    - Brigada „Milano” - Regimentele 159 și 160 infanterie (din punct de vedere tactic, la dispoziția armatei și detașată la Corpul XXVII)

  - Divizia 24
    - Brigada „Emilia” - Regimentele 119 și 120 infanterie⁠(d)
    - Brigada „Gaeta” - Regimentele 263 și 264 infanterie
- Corpul VIII (general-maior Francesco Grazioli⁠(d))
  - Aliniament: de la Borgo Carinzia (Gorizia) la Vipava
  - Divizia 48 
    - Brigada „Piemont” - Regimentele 3⁠(d) și 4 infanterie
    - Brigada „Porto Maurizio” - Regimentele 253 și 254 infanterie

  - Divizia 59
    - Brigada „Modena" - Regimentele 41⁠(d) și 42 infanterie
    - Brigada „Pesaro” - Regimentele 239 și 240 infanterie

  - Divizia a 7-a
    - Brigada „Bergamo” - Regimentele 25 și 26 infanterie⁠(d)
    - Brigada „Lucca” - Regimentele 163 și 164 infanterie

  - Brigada „Sesile” - Regimentele 201 și 202 infanterie (fortificația⁠(d) Gorizia, din punct de vedere tactic la dispoziția armatei)

În linia a doua:
- Corpul de armată VII (general-maior Luigi Bongiovanni⁠(d))
  - Aliniament: izvoarele râului Judrio⁠(d) între muntele Q42885758⁠(d) și Globočak
  - Divizia 3
    - Brigada „Arno” - Regimentele  213 și 214 infanterie
    - Brigada „Elba” - Regimentele 261 și 262 infanterie

  - Divizia 62
    - Brigada „Salerno” - Regimentele 89⁠(d) și 90 infanterie
    - Brigada IV bersaglieri - Regimentele 14 și 20 bersaglieri

  - Rezerva corpului de armată: brigada „Firenze” - Regimentele 127 și 128 infanterie
- Corpul de armată XIV (general-locotenent Pier Luigi Sagramoso) - Rezerva comandamentului Armatei -
  - Aliniament: între râurile Judrio și Isonzo, și la sud de Canalul Isonzo (Kanal ob Soci în slovenă)
  - Divizia 20
    - Brigada „Livorno” - Regimentele  33⁠(d) și 34 infanterie
    - Brigada „Palermo” - Regimentele 67⁠(d) și 68 infanterie⁠(d)

  - Divizia 30
    - Brigada „Treviso” - Regimentele 115 și 116 infanterie
    - Brigada „Girgenti” - Regimentele 247 și 248 infanterie
- Corpul de armată XXVIII (general-maior Alessandro Saporiti) - Rezerva comandamentului Armatei -
  - Aliniament: în valea Judrio la nord de Cormons
  - Divizia 23
    - Brigada „Venezia” - Regimentele 83⁠(d) și 84 infanterie⁠(d)
    - Brigada „Messina” - Regimentele 93⁠(d) și 94 infanterie⁠(d)
    - Brigada „Sassari” - Regimentele 151⁠(d) și 152 infanterie⁠(d)
    - Brigada „Avellino” - Regimentele 231⁠(d) și 232 infanterie

  - Divizia 47
    - Brigada I bersaglieri - Regimentele 6 și 12 bersaglieri
    - Brigada V bersaglieri - Regimentele 4 și 21 bersaglieri

  - Brigada „Milano” - Regimentele 159 și 160 infanterie (detașat din Divizia 66, Corpul VI de Armată)
- Rezervele de Comandamentului Suprem
  - Divizia 60 (subordonată Corpului de armată VIII)
    - Brigada „Ferrara” - Regimentele 47 și 48 infanterie
    - Brigada „Taranto” - Regimentele 143 și 144 infanterie

  - Divizia 53 (subordonată Corpului de armată XIV)
    - Brigada „Vicenza” - Regimentele 227, 228 și 229 infanterie
    - Brigada „Potenza” - Regimentele  271, 272 și 273 infanterie

  - Divizia 13 (subordonată Corpului de armată XXVIII)
    - Brigada „Jonio” - Regimentele 221 și 222 infanterie
    - Brigada „Massa Carrara” - Regimentele 251 și 252 infanterie

  - Brigada „Teramo” - Regimentele 241 și 242 infanterie (subordonate corpului de armată XXVIII)

Forță totală estimată (inclusiv servicii): 667.017 oameni, dintre care 20.222 ofițeri și 646.795 soldați
Batalioane: 353 (dintre care 17 alpine și 24 bersaglieri)
Artilerie: 2.430 de piese din care 1.066 de mic calibru, 1.296 de mediu calibru, și 68 de calibru mare

## Desfășurarea luptelor

### Etapele pregătitoare

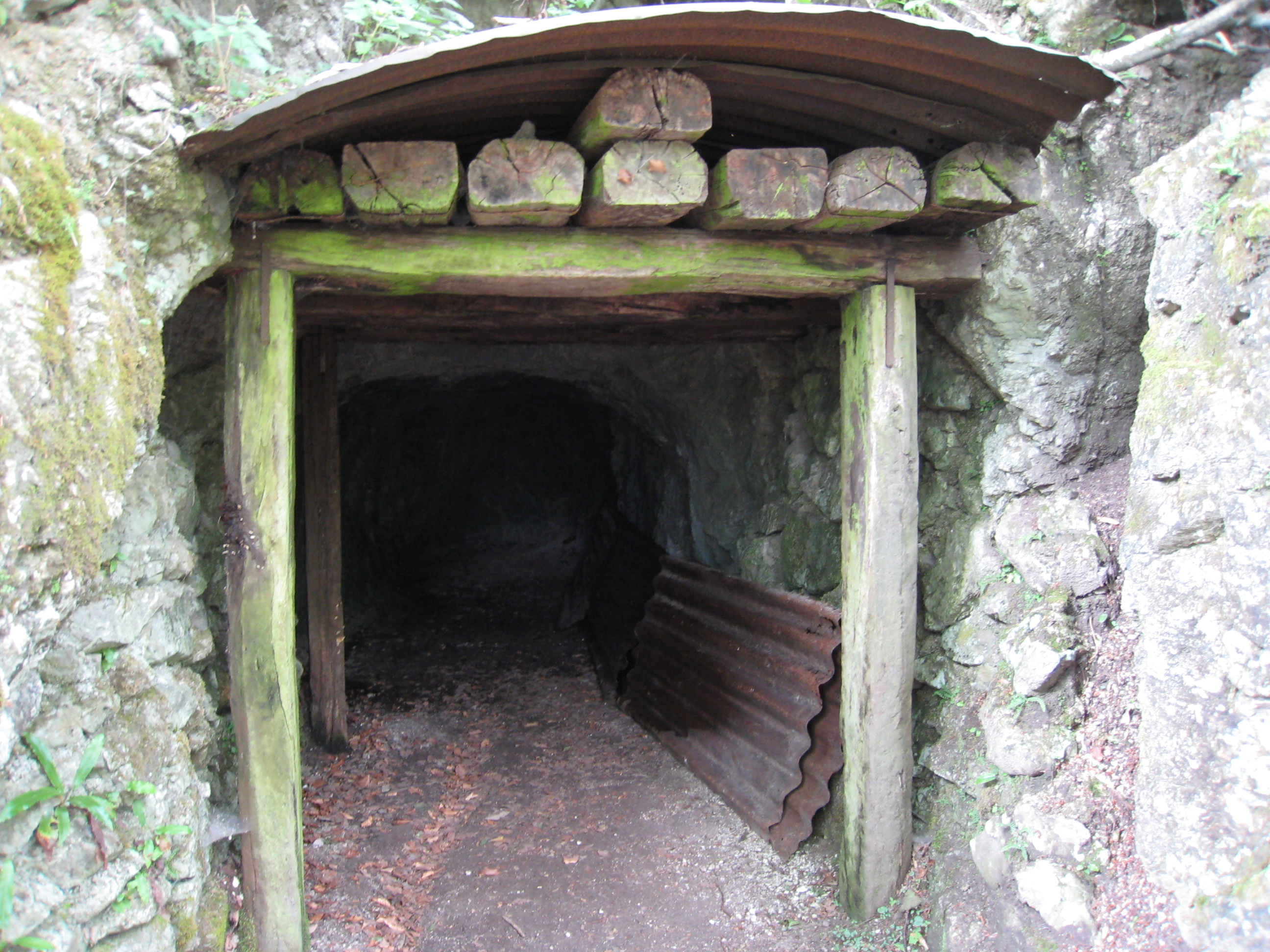
Rămășițele unui buncăr italian la Caporetto

Când austro-ungarii au cerut ajutor, șeful statului major german, Paul von Hindenburg, și adjunctul său Erich Ludendorff au acceptat să-l trimită într-o vizită pe frontul italian pe generalul Konrad von Krafft Dellmensingen, de la 2 la 6 septembrie 1917. După finalizarea diverselor verificări și după evaluarea probabilității de victorie, Dellmensingen s-a întors în Germania pentru a aproba trimiterea de ajutoare, sigur că Franța, după eșecul celei de a doua bătălii de pe Aisne, în aprilie, nu avea să mai atace.

Harta înaintării austro-ungaro-germane după retragerea italiană

Deja la 11 septembrie, Otto von Below a fost numit șef al noii Armate a 14-a, și Dellmensingen a fost numit șeful statului major. Rămânea de clarificat cu aliatul austriac strategia ce va fi adoptată: o primă penetrare avea să aibă loc în Bovec, pe direcția Saga și Caporetto, pentru a cuceri muntele Stol⁠(d), și a se îndrepta apoi spre râul Tagliamento⁠(d); în același timp, din Tolmino urma să se urce pe Isonzo până la Caporetto, pentru a intra în valea Natisone⁠(d) până la Cividale del Friuli; un alt atac frontal trebuia să plece împotriva masivului muntos⁠(d) pentru a ocupa ulterior întregul lanț al Colovratului⁠(d), de unde se putea domina valea Judrio, care înconjoară platoul Bainsizza⁠(d) și merge până la muntele Corada. Mișcările de trupe trebuiau făcute cu cea mai mare discreție și începerea operațiunilor a fost programată pentru 22 octombrie, dar unele întârzieri pe liniile de aprovizionare au dus la amânarea pentru orele 2:00 în ziua de 24.
Între timp, pe 18 septembrie, Cadorna a aflat că generalul rus Kornilov a eșuat în încercarea lui de a răsturna guvernul Kerenski, favorabil ieșirii țării sale din război, și apoi, anticipând o mutare de forțe austriece și germane pe alte fronturi, el a ordonat Armatelor a 2-a și a 3-a să se așeze pe poziții defensive. A doua zi, ducele d'Aosta (șeful Armatei a 3-a) a transmis ordinul oamenilor lui, dar sublinia să se pregătească pentru contraatac dacă ar fi fost necesar, în scopul de a împiedica mișcările inamicului, iar Capello l-a imitat (în fruntea Armatei a 2-a), dar, spre deosebire de primul, acesta nu și-a retras artileria într-o măsură rezonabilă. Între timp, starea de sănătate a acestuia din urmă, deja precară de mai mult timp, s-a înrăutățit și mai rău, și, astfel, la 4 octombrie, generalul s-a retras în convalescență la Padova, lăsându-l în locul său pe Luca Montuori⁠(d), fără a-i da instrucțiuni. Cadorna a înțeles eroarea lui Capello abia pe 18 octombrie, iar a doua zi l-a primit la Udine cerându-i să execute ordinul cu hotărâre și vigoare. În același timp, el a trimis pe doi ofițeri, Cavaciocchi și Badoglio, pentru o actualizare a informațiilor și pentru a verifica necesitatea de a trimite întăriri, dar amândoi comandanții au răspuns că nu este nevoie, având în vedere încrederea lor că își pot menține pozițiile.
Biroul I (serviciul italian spionaj al vremii), superviza între timp creșterea armatei inamice, și l-a ținut la curent în mod constant pe Cadorna, chiar dacă nu putea stabili cu certitudine locul ofensivei, presupunând, totuși, că ar fi zona dintre Bovec și Tolmin, așa cum într-adevăr a fost. Pe 20 octombrie, un locotenent boem s-a prezentat la comandamentul Corpului IV cu informații detaliate referitoare la planul de atac al lui von Below, care, după el, ar fi urmat să înceapă, probabil, după șase zile. Pe 21 octombrie, doi dezertori români i-au informat pe italieni că foștii lor tovarăși ar fi atacat în curând, întâi la Caporetto, și apoi la Cividale del Friuli, precizând chiar și tirul de artilerie preliminar care ar fi precedat atacul, dar comandamentul italian nu a considerat că informațiile acestora sunt de încredere. A doua zi, Cavaciocchi a dat dispoziții să se demoleze podurile de peste Isonzo și și-a mutat cartierul general la Bergogna; a fost bombardat comandamentul Armatei a 2-a de la Cormons, care s-a mutat la Cividale del Friuli, ceea ce a implicat reconectarea de la zero a tuturor liniilor telefonice; la fel a procedat și Badoglio stabilindu-se în Cosi, de unde a început să transmită ordine diviziilor sale. El nu știa însă că germanii i-au reperat și noua locație mulțumită interceptărilor telefonice și deja și-au îndreptat tunurile, fără a trage, către noile coordonate.
La 23 octombrie, Capello a revenit la comanda Armatei a 2-a, care  continua să repereze trupe inamice la distanță. La ora 13:00, a fost interceptată o comunicare din partea germană în care se fixa ora începerii ofensivei, pentru orele 2:00 ale zilei următoare; astfel, la orele 14:00 Cadorna, Capello, Badoglio, Bongiovanni, Cavaciocchi și Caviglia (Corpul de armată XXIV) s-au întâlnit pentru a clarifica situația, dar atmosfera a fost pozitivă, considerându-se că vremea rea va amâna atacul inamic.

### Penetrarea liniilor italiene

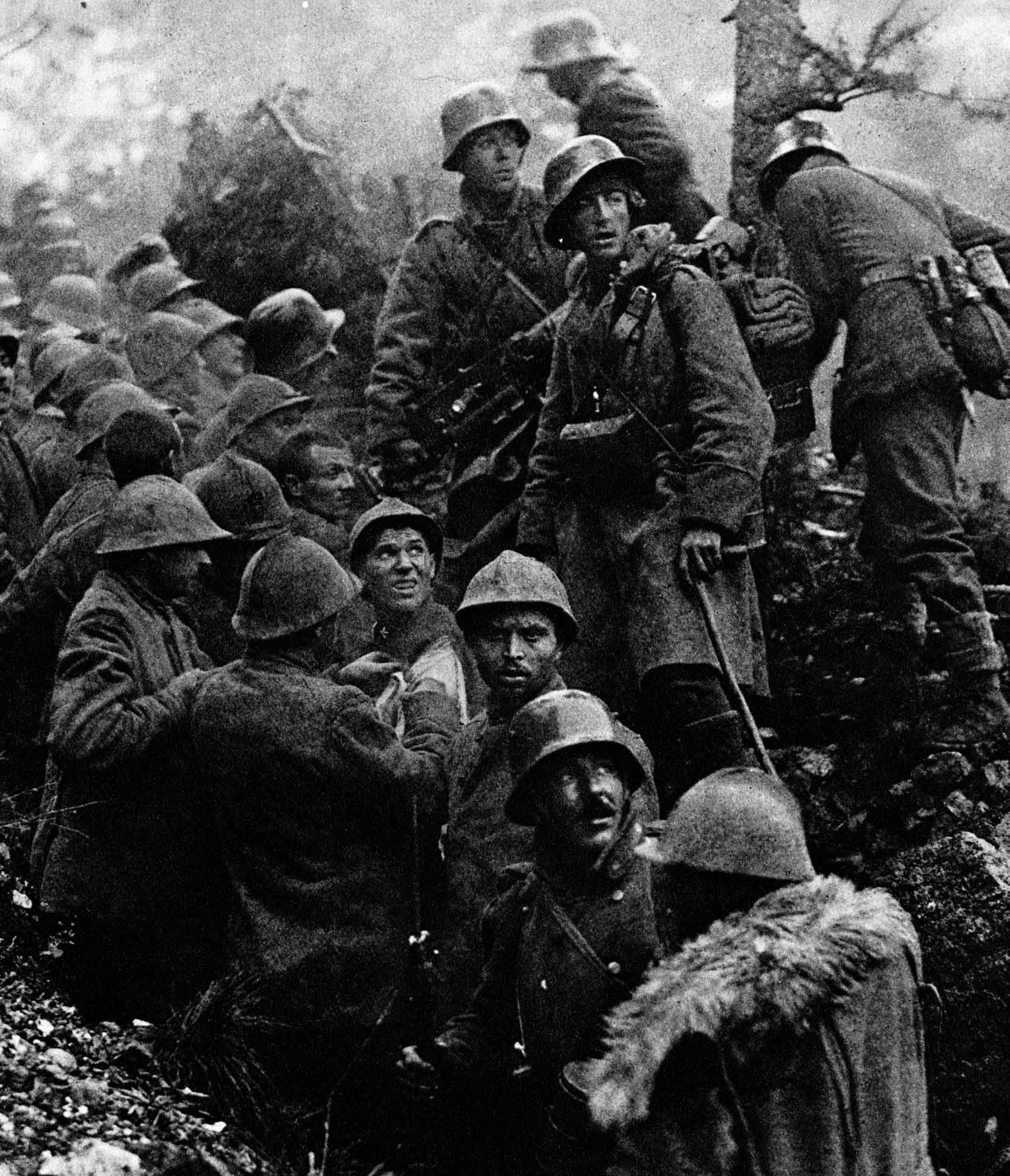
Trupele germane capturează numeroși soldați italieni într-o tranșee în fazele inițiale ale luptelor.

La 2:00, în 24 octombrie 1917, artileria austro-germană a început să lovească pozițiile italiene de la muntele Rombon⁠(d) la platoul Bainsizza lansând alternativ și proiectile cu gaz, convenționale, care au lovit în special între Bovec și Isonzo cu un gaz necunoscut, care i-a decimat pe soldații Regimentului 87 desfășurat acolo. La ora 6:00, tirul a încetat, după ce daunele produse au fost modeste, și a fost reluat o jumătate de oră mai târziu, de această dată sub contratirul Corpului de armată IV, în timp ce tirul celor din XXVII  a fost haotic, imprecis și fragmentat, din cauza întreruperii conexiunilor telefonice în urma ruperii cablurilor electrice sub tirul grenadelor (nicio linie telefonică nu era îngropată sau protejată în vreun fel, și unele posturi nici nu erau conectate). Între timp de infanteria lui von Below, protejată de ceață, s-a apropiat foarte mult de pozițiile italiene, și la 8:00, fără să aștepte sfârșitul bombardamentului, a declanșat asaltul tranșeelor italiene, mai puțin în Pasul Moistrocca⁠(d) și pe muntele Vrata, unde, din cauza viscolului puternic, atacul a fost amânat cu o oră și jumătate.
Jumătate din 3 Edelweiss s-a ciocnit cu grupul alpin Rombon care a respins atacul, în timp ce cealaltă jumătate împreună cu 22 Schützen au reușit să depășească obstacolele din punctul unde se lansase gazul necunoscut, dar au fost oprite după aproximativ 5 km de linia defensivă extremă italiană postată pentru a proteja Saga, unde staționa Divizia 50 a generalului Giovanni Arrighi. De la ora 18:00, pentru a nu i se tăia calea de retragere, aceata a evacuat Saga repliindu-se pe linia muntele Guarda - muntele Prvi Hum - muntele Stol, lăsând nepăzit podul de la Târnova, de unde se putuseră retrage trupele înconjurate pe muntele Nero⁠(d). De toate acestea, Arrighi l-a informat pe Cavaciocchi abia la ora 22:00. Dimineața, între timp, nu au avut succes Diviziile 55 și 50 austro-ungare, oprite între Isonzo și muntele Sleme.
Nu a reușit însă să păstreze pozițiile Divizia 46 italiană și brigada Alessandria plasate imediat la stânga Diviziei 50 austro-ungare, de care a profitat de un batalion bosniac care s-a îndreptat imediat spre Gabria.
Înaintarea decisivă care a provocat prăbușirea liniilor de apărare italiene a fost efectuată de către Divizia 12 sileziană⁠(d) a generalului Arnold Lequis, care a avansat în câteva ore de-a lungul văii râului Isonzo, aproape fără a fi văzut de pe pozițiile italiene urcate pe munți, învingând în timp ce înainta de-a lungul celor două maluri ale râului o serie de unități italiene luate prin surprindere. Avansul germanilor a început în San Daniele del Carso, unde cinci batalioane ale Diviziei 12 sileziană au depășit cu ușurință unitățile italiene zguduite de bombardamente, și și-au început imediat înaintarea în profunzime: la orele 10:30 se aflau la Idresca d'Isonzo, unde au întâmpinat o neașteptată, dar slabă rezistență, și după cinci ore au ajuns la Kobarid, la ora 18:00 în Staro Selo și la 22:30 la Robič și Creda.
Între timp, mai la sud, Alpenkorps au ocupat la ora 17:30 muntele Podclabuz/Na Gradu-Klabuk, în timp ce masivul Jeza era luat de Divizia 200, care a cucerit vârful de la ora 18:00, după ciocniri violente cu italienii, încheiate la miezul nopții. Cele trei batalioane ale Grupului X Aplin, ajutate și de tirul italian de artilerie, au rezistat până la ora 16:00 în fața a unsprezece batalioane ale Diviziei 1 austro-ungare, dar în final a trebuit să se predea și să renunțe la muntele Krad Vhr. În platoul Bainsizza, unde s-a dus un război cu metode „depășite” (adică nu s-au aplicat tactici noi introduse de către germani), Grupul Kosak nu a obținut niciun rezultat, iar situația a degenerat aproape imediat în stagnare.

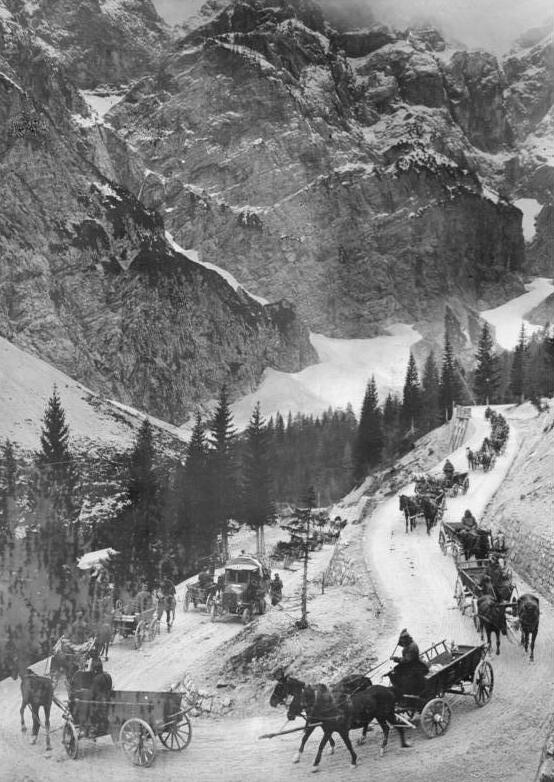
Coloana de întăriri austro-germane în

În prima zi de luptă, italienii au pierdut, morți și răniți, aproximativ 40.000 de soldați, și mulți s-au trezit blocați pe muntele Nero, în timp ce adversarii lor, circa 6.000-7.000. În dimineața zilei de 25 octombrie, Alfred Krauß a lansat atacul împotriva Diviziei 50 retrasă în ziua precedentă, în jurul muntelui Stol. Epuizate și cu munițiile pe terminate, trupele italiene au început să cedeze la 12:30 baricadându-se pe Stol, și aici generalul Arrighi le-a ordonat retragerea, dar dintr-o dată a venit veste de la Divizia 34 a lui Luigi Basso că comandamentul Corpului de armată IV a interzis orice fel de retragere neautorizată în mod explicit.
Infanteriștii diviziei 50 s-au întors atunci, dar, în același timp, 22 Schützen ocupaseră partea de sus a Stolului, de unde au respins toate atacurile infanteriștilor italieni, care au primit la 21:00 de la Cavaciocchi ordin să se retragă. În același timp, între Caporetto și Tolmino, brigada „Arno” sosită în zonă cu trei zile în urmă, apăra muntele Colovrat⁠(d) și crestele din jur când împotriva ei s-a îndreptat batalionul de munte din Württemberg, cu ordin să întărească Alpenkorps; locotenentul Erwin Rommel a condus unul dintre cele trei detașamente în care fusese împărțit batalionul său. Cu 500 de oameni, viitorul mareșal a început să urce pantele Colovratului capturând în liniște, sute de italieni prinși cu garda jos, în timp ce, din greșeală, Arno, în loc să atace muntele Placa, s-a îndreptat spre Na Gradu-Klabuk, care deja era de o zi sub controlul ferm al Alpenkorps, care a trebuit să reziste atacurilor italiene până seara. Revenind la Rommel, oamenii lui au cucerit fără prea multe eforturi muntele Nagnoj, unde au poziționat tunurile germane, care aveau să înceapă să ia în colimator muntele Cucco di Luico, ocolit de Rommel pentru a nu pierde timp și cucerit în aceeași după-amiază de trupele Alpenkorps împreună cu elemente din Divizia 26 germană.

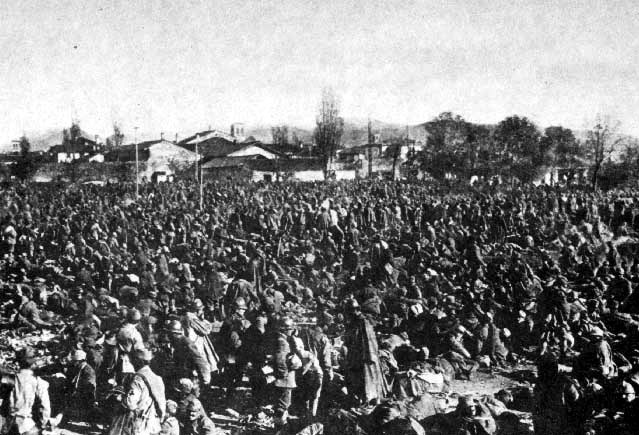
Prizonieri italieni la Cividale

Odată distrusă brigada Arno, Rommel s-a întors împotriva Matajurului unde staționa brigada „Salerno” a generalului Zoppi, încadrată de Divizia 62 a generalului Giuseppe Viora, rănit și înlocuit chiar de Zoppi, care și-a lăsat locul său colonelului Antonicelli. În zorii zilei de 26 octombrie, Antonicelli a primit din partea unui locotenent ordinul să renunțe la poziție în dimineata de 27. Surprins de o retragere ordonată, ca și cu o zi înainte, noul șef al lui Salerno a cerut informații suplimentare mesagerului, care a spus că probabil este o eroare a comandamentului diviziei, dar Antonicelli voia să fie sigur, și l-a obligat pe locotenent să se întoarcă cu ordinele corecte; când aceasta a ajuns la destinație, Rommel deja înconjurase Matajurul. După lupte grele, Salerno a capitulat și Rommel a încheiat ziua cu doar șase morți și treizeci de răniți contra 9.150 de soldați luați prizonieri și 81 de tunuri italiene capturate.

### De la Isonzo la Tagliamento

Retragerea armatelor italiene la Tagliamento după ruperea liniilor de la Caporetto

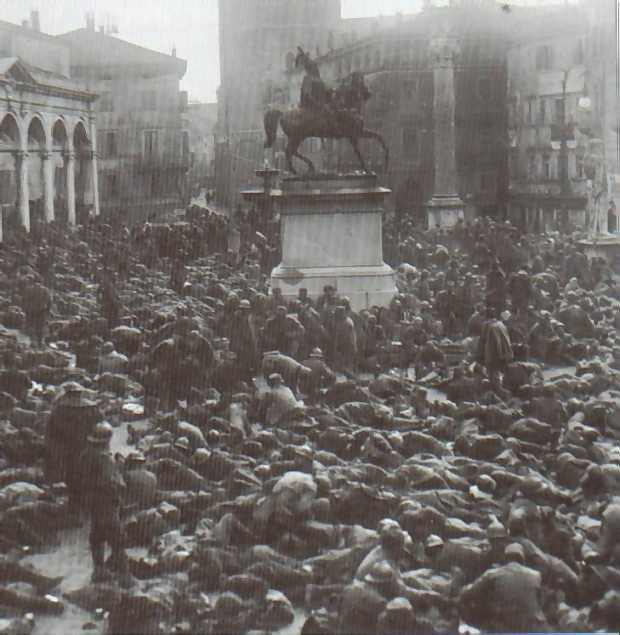
Prizonieri italieni în din Udine

În acest moment, Otto von Below, în loc să oprească ofensiva, a continuat-o în direcția râului Torre, spre Cividale del Friuli, Udine și Carnia. Contrar previziunilor generalului german, însă, armata italiană, deși căzută în haos, nu era complet distrusă, și a opus, în unele puncte, o rezistență puternică; în plus, situația artileriei era parțial echilibrată între cele două părți, italienii pierzând în primele zile ale ofensivei, și austro-germanii neputând face față ritmului rapid de înaintare a infanteriei lor.
Potrivit generalului Caviglia, de la comanda Corpului de armată XXIV, succesul acestei replieri dezordonate, dar cruciale, pe Isonzo a stat în mâinile oricărei unități chemată din rezervă pentru a stopa prăbușirea. El consemna în memoriile sale despre zilele de 26 și 27 octombrie: 
Începând cu dimineața zilei de 25 octombrie, Cadorna s-a gândit să ordone o retragere generală, și a discutat în după-amiaza aceleași zile cu Montuori, numit permanent în locul lui Capello din cauza suferinței prelungite a acestuia din urmă. După ce au constatat incapacitatea de a recâștiga inițiativa, cei doi ofițeri superiori au dat ordinul de retragere în aceeași seară dar, după o perioadă scurtă de timp, Cadorna s-a răzgândit, și a sugerat ca Montuori să încerce să reziste pe linia muntelui Kuk și montelui Vodice - Sella di Dol - monte Santo⁠(d) - Salcano⁠(d). Noul șef al Armatei a 2-a s-a contrazis cu superiorul său, dar, la doar câteva minute după miezul nopții, Cadorna a anunțat trupele să ocupe pozițiile defensive pe care le indică el.
Majoritatea posturilor nu au reușit să rețină pozițiile, și deja pe 27 octombrie, comandantul-șef al Armatei Regale a dat dispoziții Armatelor a 2-a și a 3-a să se retragă dincolo de Tagliamento⁠(d), în timp ce Armatei a 4-a, de care depindea Grupul XII (pe atunci Grupul 12 vânători⁠(it)[traduceți]), în linie pe Cadore⁠(d), i s-a spus să mute linia de apărare pe celălalt mal al Piavelui. Fără prea multe obstacole în față, germanii au ocupat Cividale del Friuli pe 27 octombrie, și Udine a doua zi (abandonat de Cadorna în favoarea orașului Treviso) trecând în marș pe un pod care nu fusese aruncat în aer de către geniști italieni, și punând în grav pericol spre nord-vest Armata a 3-a, care rămăsese prea mult spre est. Germanii au văzut însă acest lucru cu câteva ore prea târziu pentru a o putea încercui, și astfel, și datorită rezistenței neașteptate a unor unități italiene, ducele d'Aosta și trupele sale au reușit să scape.
În general, retragerea s-a făcut haotic, și s-a caracterizat prin dezertări, ceea ce a dus și la unele execuții, haos amestecat și cu episoade de curaj și disciplină, în care mulți ofițeri inferiori, izolați de comandament, a dobândit considerabila experiență a unui nou mod de a lupta, acum mult mai rapid. Un episod tragic pentru soldații italieni au avut loc pe un pod din apropiere de Casarsa della Delizia la 30 octombrie, atunci când soldații germani din Divizia 200, au atacat peste coloane de vehicule și oameni care blocau drumurile, luând 60.000 de prizonieri și capturând 300 de tunuri. Mai dificil a fost să fie învinse pozițiile italiene, tot pe 30 octombrie, de la Mortegliano, Pozzuolo del Friuli, Basiliano, și în satul Galleriano⁠(d) (în acest din urmă loc datorită rezistenței neașteptate de o zi și jumătate a Brigăzii Venezia a colonelului Raphael Reghini), care au protejat replierea.
Ultimul episod al rezistenței italiene pe Tagliamento a început tot pe 30 octombrie, în localitatea Ragogna: austro-ungarii, blocați temporar de focul inamic, nu au reușit să captureze importantul pod de la Pinzano al Tagliamento, dar a revenit pe 3 noiembrie, când a trecut podul Cornino⁠(d) (un sat din comuna Forgaria nel Friuli), la nord, rămas doar deteriorat și nu complet distrus de încărcăturile explozive ale geniștilor italieni.

### Situația politică din Italia

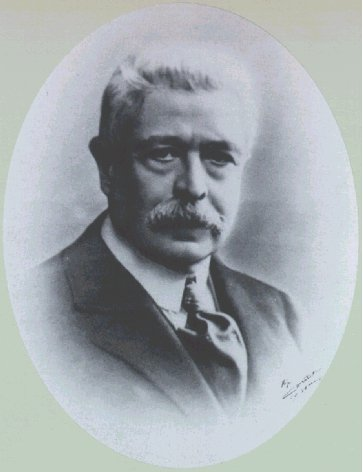
Vittorio Emanuele Orlando a fost numit în urma evenimentelor de la Caporetto.

În timp ce se întâmplau toate acestea, la Roma, pe 30 octombrie, regele Victor Emanuel al III-lea l-a numit pe Vittorio Emanuele Orlando în funcția de președinte al Consiliului de Miniștri⁠(d): s-a ajuns astfel la formarea guvernului Orlando⁠(d). A demisionatSidney Sonnino (ministrul de externe⁠(d)), și Orlando a preluat el prerogativele ministrului de interne⁠(d), și l-a înlocuit pe ministrul de război⁠(d) Gaetano Giardino⁠(d) cu Vittorio Alfieri⁠(d). În aceeași seară, noul prim-ministru i-a telegrafiat lui Cadorna, pentru a-și exprima sprijinul, dar, în realitate, începând din 28 octombrie, el a discutat cu regele și cu Giardino posibila îndepărtare  din funcție a lui Cadorna în favoarea lui Armando Diaz, șeful de atunci al Corpului de armată XXIII din Armata a 3-a.
Conștient de toate acestea, în dimineața zilei de 30 octombrie, Cadorna l-a primit la Treviso pe generalul francez Ferdinand Foch pentru a-l pune la curent cu evenimentele, și a făcut același lucru în ziua următoare cu șeful statului major imperial englez William Robertson⁠(d). Cei doui generali Aliați au plecat după câteva zile pentru a participa la conferința de la Rapallo⁠(d), împreună cu premierul britanic David Lloyd George, prim-ministrul francez Paul Painlevé⁠(d), Sonnino, Orlando și adjunctul statului major intalian Carlo Porro⁠(d) (în locul lui Cadorna). Subiectul de discuție a fost trimiterea de ajutoare pentru Armata Regală confruntată cu amenințarea austro-germană, dar șefii aliaților au fost prudenți și au cedat doar șase divizii.
La 6 noiembrie, a avut loc o nouă ședință în care generalul Porro a fost întrebat câte divizii au folosit germanii în operațiunile lor, și acesta a estimat, după cum îi spusese Cadorna, că ar fi fost vorba de circa douăzeci.Văzând reacția sceptică a șefilor Aliaților (cărora serviciile de informații le raportaseră corect că germanii au folosit doar șapte divizii), și pus în fața deciziei de a se întâlni din nou la Versailles, Orlando și-a dat seama că a venit timpul să îl înlocuiască pe Cadorna, și a făcut-o într-un mod „diplomatic”: deși Diaz l-a înlocuit, el urma să meargă să prezideze conferința, astfel că nu a fost înlăturat în întregime de pe scena politică și militară a țării sale.
Onorabilul Eugenio Chiesa⁠(d), pentru marea sa autoritate și corectitudine morală, a fost numit comisar general al Corpului Aeronautic⁠(d) în guvernul Orlando, de la 1 noiembrie 1917 la 14 decembrie 1918. Nu a acceptat postul de ministru, ci doar pe cel de comisar general al Aviației în cadrul Ministerului pentru Arme și Muniții, post care nu presupunea un jurământ de credință față de rege.
Această Comisie a avut sarcina de a coordona și de a prezida mobilizare industrială și producția de avioane și motoare.

### Retragerea Armatei Regale în josul râului Piave

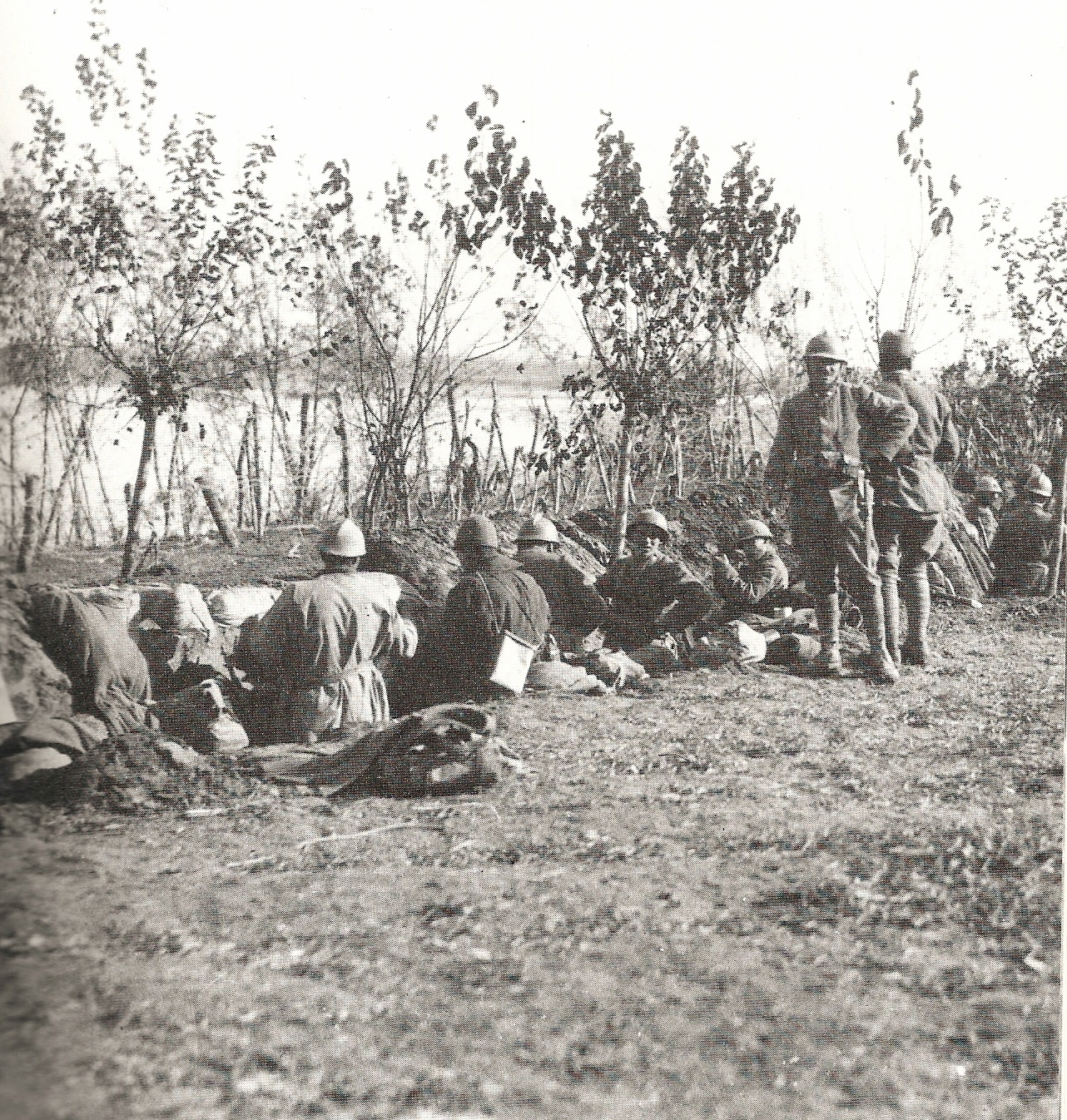
Una dintre primele tranșee săpată pe malul drept al Piavelui în octombrie–noiembrie 1917

Cadorna, care a aflat de căderea Corninoului la 2 noiembrie și despre Codroipo pe 4, a ordonat retragerea întregii armate pe râul Piave, unde între timp se făcuseră progrese semnificative la crearea unei linii defensive chiar datorită episoadelor de rezistență de pe Tagliamento.
În acest moment, von Below se grăbea, de teama revenirii la un război de poziții, dar și pentru că știa că francezii și englezii trimiseseră ajutor militar. Generalii lui au profitat de toate oportunitățile posibile pentru a încercui trupele italiene în retragere: la Longarone pe 9 noiembrie, au fost capturați circa 10.000 de oameni și 94 de tunuri aparținând Armatei a 4-a a generalului Mario Nicolis di Robilant⁠(d), și cu o altă ocazie s-au predat Diviziile 33 și 63 italiene, după ce au încercat să iasă din încercuire, 20.000 de oameni.
În câmpie, cu toate acestea, austro-germanii nu au avut același succes, și multe unități italiene s-au reorganizat pentru a ajunge la Piave, ultima ajungând pe 12 noiembrie. De la începerea operațiunilor pe 24 octombrie și până la 8 noiembrie, buletinele de război germane au numărat o captură de 250.000 de prizonieri și 2.300 de tunuri.

## Cauzele înfrângerii italiene
Cauzele înfrângerii italiene de la Caporetto sunt deja deductibile din text, dar această secțiune este un scurt rezumat, completat de un sumar similar concentrat pe fapte, cu intenția de a concentra principalele două motive care au condus la retragerea Armatei Regale pe râul Piave: incompetența liderilor militari și neutilizarea artileriei.

### Erorile ofițerilor superiori

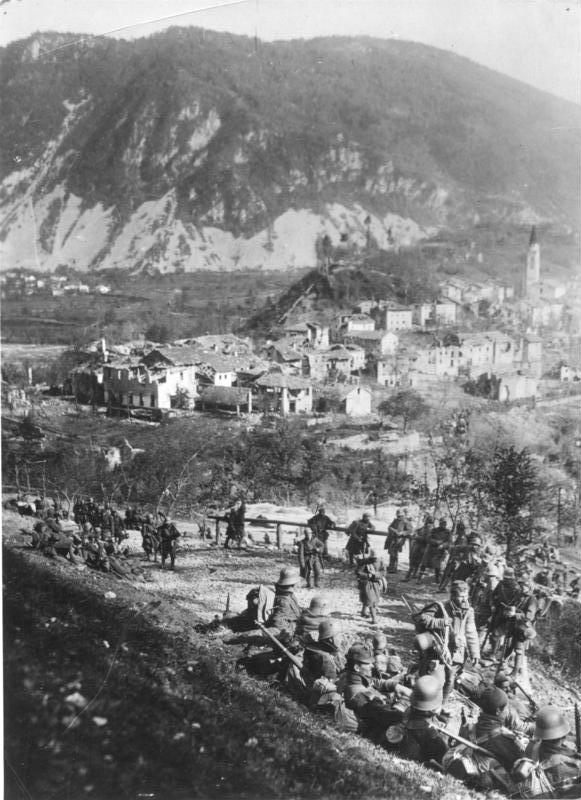
Soldații austro-germani în timpul unei pauze în satul de Santa Lucia d'Isonzo

Dincolo de responsabilitățile unităților individuale mici și mijlocii, responsabilitățile majore de ordin strategic și tactic nu pot fi puse decât pe seama comandamentului suprem (Cadorna), a comandamentului armatei în cauză (Capello), și a celor trei comandanți ale armatelor implicate (Cavaciocchi, Badoglio și Bongiovanni).
La nivel general, Cadorna are vina de a nu fi dezvoltat doctrina militară cea mai potrivite pentru nevoile unui război de poziție, cu o tendință de a evita întâlnirile comune cu comandamentul armatelor. La nivelul bătăliei de la Caporetto, în schimb, ca urmare a informațiilor mai mult sau mai puțin de încredere cu privire la intențiile inamicului, și în urma loviturii de stat a lui Kornilov din Rusia, el dăduse din 18 septembrie un ordin ca armatele sale de pe Isonzo să se pregătească de o defensivă în cele mai bune condiții posibile.
Luigi Capello, având o viziune mult mai ofensivă, credea că, în caz de atac, este nevoie doar să lanseze imediat o viguroasă contraofensivă, și nu numai în scopuri tactice, cum recomandase Cadorna, ci și strategice. El a executat apoi doar parțial și cu întârziere ordinele superiorului său de a retrage grosul trupelor și artileria grea pe partea dreaptă a râului Isonzo. Trebuie observat, totuși, că toate dispozițiile date de Capello au fost transmise, pentru informare, și comandamentului suprem, iar Cadorna nu a avut nimic de obiectat. La aceasta se adaugă faptul că Capello, deja imobilizat la pat de o nefrită de la începutul lunii octombrie, în zilele dinaintea atacului inamicului a trebuit să fie internat în spital, lăsând comanda interimară a Armatei a 2-a în mâinile generalului Luca Montuori, revenind abia la orele 22:30 în seara de 22 octombrie.
Schimbarea de comandă a generat confuzie, în special de-a lungul liniei de joncțiune între corpurile de armată XXVII și IV, ale căror unități au fost mutate permanent. Același Cadorna a plecat pentru 15 zile, neconvins că inamicul ar fi dezvoltat o ofensivă pe scară mare, întorcându-se la comandamentul general din Udine abia pe 19 octombrie, unde se afla și în seara de 24, convins că acțiunea inamică de la Tolmino a fost doar o diversiune pentru a abate atenția de la adevărata ofensivă, care ar fi pornit mai la sud, ceea ce s-a coroborat cu haosul și lipsa de legătură care domnea pe front.
Cavaciocchi, comandantul corpului de armată IV, nu se bucura de stima lui Cadorna din cauza slabelor sale calități de comandant, și nu era prea prezent printre oamenii acestuia; el considera că liniile sale sunt puternice și îmbunătățite, dar ele au fost rupte în trei ore, și din cauza faptului că în timpul nopții, soldații lui von Below s-au târât fără să fie văzuți până aproape de pozițiile lui. Și-a adunat trupele jurul muntelui Nero chiar în timpul luptelor, constatând dintr-o dată că nu mai are rezerve. Cavaciocchi a căzut în această eroare tot „mulțumită” comandanților de divizie: Farisoglio (Divizia 43), credea că era atacat de un număr de inamici mult superior celui real; Amadei (în fruntea Diviziei 46), deși avea suficiente trupe, a cerut la orele 10:00 întăriri care au blocat podurile de la Caporetto și Idresca d'Isonzo, pentru a ordona apoi retragerea după patru ore; și generalul de la comanda Diviziei 50, Arrighi, a solicitat întăriri, dar la scurt timp după el s-a răzgândit, judecând că poate să trateze situația cu trupele disponibile. Mai târziu, au ajuns zvonuri despre o breșă austriacă în apropierea pozițiilor lui și, pentru a evita încercuirea, și a retras oamenii în spatele gâtuirii de la Saga, pierzând mare parte din artilerie și abandonând și Tarnova.

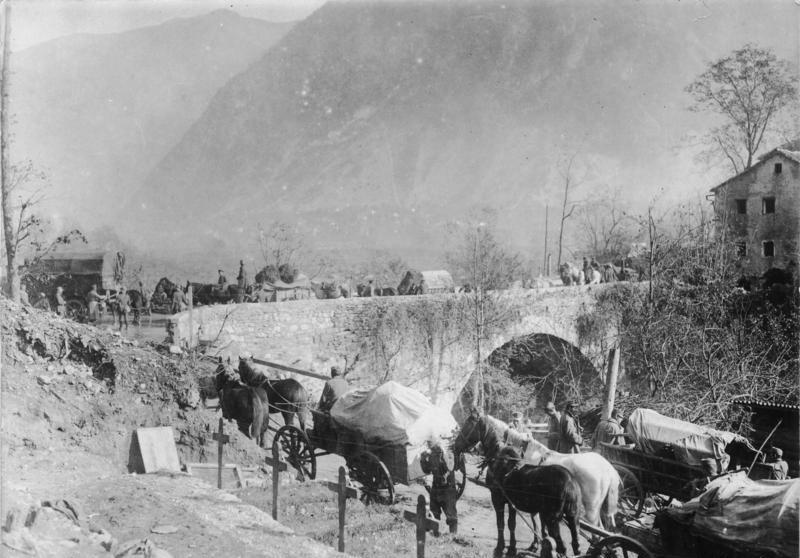
Coloană germană de întăriri la Santa Lucia d'Isonzo

Corpul XXVII era condus de Badoglio și el foarte convins de buna pregătire a trupelor sale. De la el a plecat eroarea tactică cea mai desconcertantă comisă pe partea stângă, respectiv pe malul drept al râului Isonzo, între capul de pod austriac din dreptul Tolminului și Caporettului: această linie, lungă de câțiva kilometri, forma limita între zona de competență a unității sale, și cea a lui Cavaciocchi (malul stâng) și, în ciuda tuturor informațiilor care indicau că în această linie cade directoarea atacului inamic, malul drept a fost lăsat practic părăsit, populat doar cu mici unități, în timp ce cea mai mare parte din Divizia 19 și brigada „Napoli” era urcată pe munții de mai sus. Probabil că într-o zi senină (cu vizibilitate bună) locația la mare altitudine ar fi permis Diviziei 19 să domine întregul mal drept, făcând coridorul impenetrabil. În ziua de 24 însă, dimpotrivă, pe ceață densă și ploaie, trupele italiene nu puteau observa nici cea mai mică trecere a germanilor în vale, pe care au capturat-o fără vreo luptă contra limitatelor unități  italiene prezente. La altitudine, cu toate acestea, Divizia 19 a rezistat cu încăpățânare timp de o zi prin blocarea de mai multe ori a atacurilor trupelor inamice, dar în cele din urmă a fost forțată să se predea, și comandantul său, generalul Villani, s-a sinucis.
Bongiovanni, șeful corpului de armată VII, postat în spatele corpurilor IV și XXVII, și el încrezător că poate face față inamicului, ar fi trebuit să sprijine apărarea avansată, păzind în linia a doua Colovratul⁠(d) și Matajurul⁠(d), și să conducă contraofensiva la momentul oportun. În realitate însă, pătrunderea corpului de armată IV la nord și sosirea la sud a germanilor la Caporetto, au anulat total eficacitatea sa.

### Utilizarea necorespunzătoare a artileriei

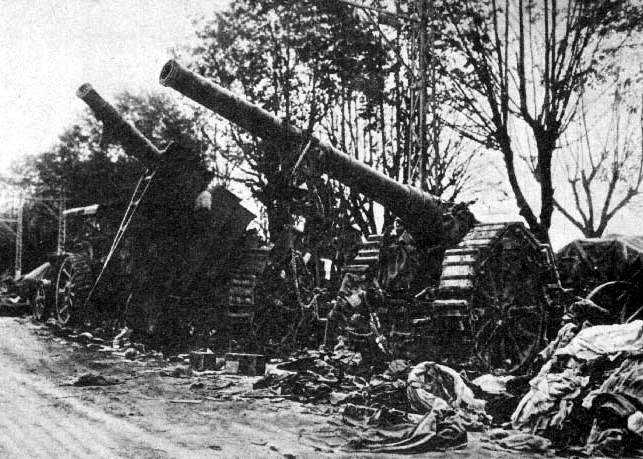
Tunurile italiene capturate de către austro-germani în timpul înaintării

Artileria italiană, deși numeroasă și bine aprovizionată, nu primise pregătire suficientă, și nu se făcea nicio diferență între utilizarea ei în scopuri ofensive și defensive, cerându-se pur și simplu să se dispună tunurile cât mai în față posibil pentru a crește raza de acțiune⁠(d). Cu toate acestea, atunci când la 18 septembrie 1917 a ordonat generalilor săi să pregătească liniile de apărare, Cadorna a cerut și să se retragă artileria într-o poziție sigură, dar pe 10 octombrie s-a răzgândit și i-a ordonat lui Capello să lase tunurile de calibru mic în tranșee, și pe cele de calibru mediu pe Bainsizza, modificând în fapt desfășurarea de ansamblu într-o măsură irelevantă. Trebuie adăugat și că mulți tunari nu aveau și puști, și nu era luată în calcul intervenția infanteriei pentru apărarea unei baterii de tunuri.
Atacul formațiunilor inamice a început în jurul orei 8:00, și a penetrat imediat pe aripa stângă a corpului de armată XXVII, ocupat de Divizia 19, și pe aripa dreaptă a corpului de armată IV între Tolmino și Caporetto. Artileria italiană a corpului XXVII nu a ripostat, în urma unui ordin expres, la tirul de pregătire al inamicului. Apoi, la ora 6:00, când a început tirul de distrugere, răspunsul a fost complet ineficient. Răspunsul slab și intempestiv al artileriei italiene pe frontul corpului de armată XXVII este una dintre cauzele penetrării, dar motivul pentru care acest lucru s-a întâmplat este încă o sursă de discuții. Printre cauzele menționate sunt următoarele:
- Ignoranța comandamentului italian față de utilizarea defensivă a artileriei, în special în faza de răspuns la focul inamicului. Ordine mai mult sau mai puțin explicite să nu răspundă la tirul inamic (orele 2:00 - 6:00 în 24 octombrie) au fost o eroare gravă, chiar dacă parțial în apărarea protagoniștilor este util să observăm că, până atunci, aceasta fusese regula de utilizare a artileriei în armata italiană. În conformitate cu directivele lui Cadorna, artilera medie și grea ar fi trebuit să efectueze un tir eficient asupra bateriilor inamice și asupra punctele de adunare ale infanteriei acestora de la începutul bombardamentelor inamicului. Capello a interpretat, în armonie sau nu cu voința lui Cadorna, „începutul tirului inamic” ca fiind începutul tirului de distrugere, care a început la ora 6:00;
- Condițiile meteorologice nefavorabile (ceața, ploaia din dimineața zilei de 24 în vale și ninsoarea pe munți) a împiedicat prima și a doua linie italiană să vadă la timp înaintarea infanteriei inamice și, în consecință, să dispună tirul contraofensiv de calibru mic și mediu, mortiere, și bombe fragmentare. Germanii au acționat explicit cu intenția de a face cât mai puțin zgomot posibil, și, de fapt, majoritatea soldaților italieni din prima linie au fost capturați fără a trage un foc de armă. Mărturiile comandanților de baterie divizionară arată că focul automat de baraj (fără ordine explicit) nu a fost efectuat deoarece nu s-au auzit focuri de armă sau de mitralieră în primele linii, care, în fapt, s-au predat imediat, aproape fără luptă;
- Tirul de pregătire, dar, și mai mult, cel de distrugere (6:00) inamic a distrus liniile telefonice între unități, luptători, și comandamente. Același Badoglio a raportat că până la acel moment erau încă în funcțiune unele linii telefonice, dar la ora 8:00 rămăsese complet izolat în comandamentul lui. În același timp, condițiile meteorologice nefavorabile au împiedicat utilizarea semnalelor vizuale și acustice pentru comunicare. A fost nevoie să se recurgă in extremis la ștafete, cu toate întârzierile implicate. Pentru a rezolva aceste probleme, inamicul a comunicat mai eficient prin utilizarea de rachete de semnalizare.[59] Badoglio ordonase artileriei ca tirul contraofensiv să înceapă numai la ordin explicit, ordin pe care, la momentul necesar, din cauza lipsei totale de comunicare, nu a mai fost în măsură să-l dea. Printre altele, Badoglio, izolat de artileria inamicului, și-a mutat de mai multe ori comandamentul transmițând noua sa poziție, și astfel operatorii germani care interceptau telefoanele au putut să furnizeze permanent coordonatele corecte pentru tirul de artilerie, care l-a împiedicat astfel pe șeful corpului de armată XXVII italian să aibă contact stabil cu oamenii lui.[60]

## Urmări

### Exodul civililor din Friuli și Veneto
O tragedie în interiorul tragediei a fost aceea a refugiaților civili, a căror poveste a fost studiat recent (chiar dacă numai cu surse de partea italiană). În timpul retragerii, peste un milion de oameni din provinciile Udine, Treviso, Belluno, Veneția și Vicenza au fost forțați să-și abandoneze casele, și să ia drumul Câmpiei Padului, speriați de propaganda oficială, care deplângea „turcii de la porțile țării”. În ciuda acestui fapt, transferul acestei populații nu a fost planificat și nici susținut (de altfel, comandamentul militar a impus autorităților să acorde prioritate trupelor și echipamentelor militare, cu rechiziția mijloacelor civile și interdicția de utilizare a drumurilor principale). Mulți au murit în timpul acestui exod, de exemplu din cauza inundării râurilor care traversau drumurile secundare, și numai 270.000 au putut să se salveze; alții nu au fost împiedicați nici de distrugerea podurilor, nici din faptul că ar fi fost pur și simplu interceptați de austro-germani.
Au fost și represalii, printre cele mai celebre a fost cazul celor 20 de presupuși colaboraționiști capturați la Cervignano del Friuli, și spânzurați în clopotniță.
Armata austro-ungară a trecut prin foc și sabie ținuturile friulane, printre cele mai atroce și sistematice jafuri comise de soldatii lui von Below, dar unii civili au știut cum să reacționeze, și au organizat trupe armate, cu scopul de a sabota și perturba trupele, dând astfel viață primelor formațiuni de partizani italieni. Refugiații au fost răspândiți câte puțin prin toată Italia într-o manieră inadecvată, producând inconveniente considerabile. Subvenționați de stat, ei au ajuns să fie acuzați că sunt o povară și că fura munca localnicilor. Deosebit de dificilă a fost situația celor trimiși în sud. Au fost multe cazuri de tensiuni din lipsa atribuirii de locuințe pentru refugiați, obligați să trăiască în condiții sanitare și de mediu extreme.

### Teritoriile ocupate
Deși în teritoriile friulane, ocupația a durat o perioadă mai scurtă de timp, comparativ cu alte țări, rata mortalității și morbidității în rândul populației au fost foarte mari. Cercetările din perioada imediat postbelică, studiile și mărturiile adunate în ultimele decenii, au reconstruit greutățile provocate civililor de către ocupanții austro-germani: rechizițiile au luat forma unor adevărate jafuri, care i-au lipsit pe localnici de toate cele necesare traiului, industriile și instalațiile textile au fost demontate, sacrificarea animalelor a fost interzisă.
O mare parte din resursele locale a fost destinată aprovizionării trupelor sau trimisă în diferitele regiuni ale monarhiei și în Germania. În ultimul an de război, din Veneto și Friuli au plecat 5.529 de vagoane pline cu materii prime, produse alimentare, mașini și echipamente.
În primăvara anului 1918 (potrivit datelor oficiale), disponibilitatea pe cap de locuitor a făinei era redusă la 100 de grame; în unele comune, rațiile medii zilnice au scăzut la 15-17 grame.
Cei mai afectați de foamete au fost copiii și vârstnicii, după cum au declarat numeroși preoți parohi și medici locali în fața Comisiei de anchetă.
Pentru copii și vârstnici, se arată în raportul dedicat consecințele ocupării forței de muncă – nu exista nicio atenție deosebită, nici la distribuirea de hrană, nici la asistență. Pentru supraviețuire, oamenii au ascuns mâncarea și animalele, au furat și au jefuit.
Recolta de grâu din vara anului 1918 a atenuat numai temporar suferința oamenilor (cărora li s-a lăsat mai puțin de un sfert din produsul recoltei) și deja din luna septembrie, coșmarul foametei s-a întors asupra teritoriilor ocupate.
Cazurile de deces în perioada ocupației – potrivit calculelor lui Giorgio Mortara, după datele furnizate de Comisie, a fost de 43.562, față de 26.756 cât era media anilor dinaintea conflictului.
Dacă, în fapt, în perioada 1912-1914, rata medie anuală a mortalității a fost de 17,12 la mia de locuitori, în anul de ocupație, ea s-a ridicat la 44,9 la mie, valoare care depășea cu mult pe cea relativă la mortalitatea întâlnită în restul țării în aceeași perioadă (28 la mie).
Nu era nicio îndoială, în opinia Comisiei, că cea mai importantă cauză a acestei mortalități trebuie pusă pe seama „înfometării populației” și estima de decese cauzate de malnutriție la 9.797, dar, potrivit unor istorici, cifrele sunt incerte și incomplete.
De partea italiană, apelul comitetelor și asociațiilor de refugiați, precum și rugămințile episcopilor, ofertelor de mediere din partea Crucii Roșii, Vaticanului și Elveției pentru a se aduce ajutoare în teritoriile ocupate, s-au confruntat cu împotrivirea guvernului italian. 
Trimiterea de alimente putea submina spiritul de rezistență, sau s-ar fi transformat într-un avantaj pentru inamic. Chiar propunerea de a transfera copiii din teritoriile invadate în Italia sau Elveția, avansată deja în decembrie 1917, nu a găsit acceptare la guvern. După cum declara Sidney Sonnino: o astfel de măsură ar fi oferit inamicului posibilitatea de a scăpa de „multe guri inutile de hrănit”.

### Sosirea ajutoarelor Aliaților și reorganizarea Armatei Regale

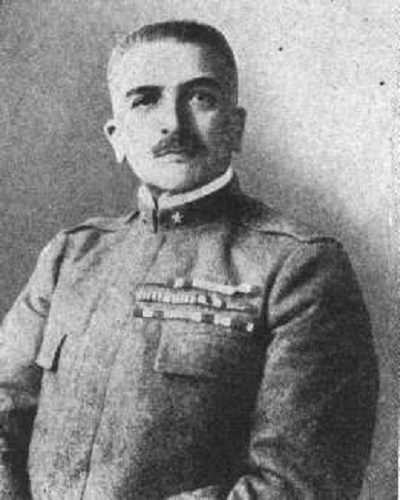
Armando Diaz, noul al Armatei Regale, începând din 8 noiembrie 1917

Odată absorbit șocul retragerii de la Caporetto, oamenii politici și ofițerii italieni s-au străduit să-și revină în mână și să stabilizeze situația, ajutați de către britanici și francezi. Generalului Alfredo Dallolio⁠(d), ministrul armelor și munițiilor, i s-a cerut să fie capabil să înlocuiască toate munițiile pierdute la 14 noiembrie, și pentru luna decembrie au fost gata și 500 de tunuri, la care s-au adăugat cele 800 de la Aliați. Cea mai importantă schimbare a avut loc la vârful Armatei Regale: Cadorna a fost demis la 8 noiembrie, iar locul său a fost luat de către Armando Diaz, asistat de Gaetano Giardino⁠(d) și Badoglio în calitate de șefi de stat major-adjuncți.
Diviziile franceze trimise în ajutor a au fost șase la număr, iar cele engleze, cinci la 8 decembrie 1917 și, deși acestea nu puteau să intre imediat în acțiune, ele au fost folosite ca rezerve, care să permită Armatei Regale să elibereze trupele italiene de această sarcină.
Germanii și-au îndeplinit obiectivul de a-i ajuta pe austrieci și și-au mutat jumătate din unitățile lor, Diviziile 5, 12 și 26, pe frontul de vest la începutul lunii decembrie, în timp ce italienii s-au întărit zi de zi.
Primul semn de revenire s-a datorat Armatei a 4-a a generalului Mario Nicolis di Robilant, care, desfășurată în Cadore⁠(d), a fost retrasă la 31 octombrie, pentru a organiza apărarea muntelui Grappa și realizarea legăturii între trupele de pe Platoul Asiago⁠(d) și cele aliniate de-a lungul râului Piave. Noua poziție de apărat cu orice preț a fost de o importanță vitală pentru întreaga armată, având în vedere că o cădere a ei ar fi antrenat căderea întregului front, și oamenii lui Robilant au reușit să-și mențină pozițiile.
După retragerea din 20 noiembrie, forțele aeriene italiene dispunea prin Corpul Aeronautic⁠(d) de 59 de escadrile, și de 2 secțiuni cu 378 de aeronave (59 Caproni, 9 Farman, 5 Caudron, 59 SAML S. 2⁠(d), 1 Savoia-Pomilio SP.2⁠(d), 55 S. P. 3, 19 Savoia-Pomilio SP.4⁠(d), 28 Pomilio PC⁠(d), 6 ESTE 7b⁠(d), 31 Ni 11, 36 SPAD de 140, 34 și Hanriot HD.1⁠(d) și 36 diverse) pentru 457 de piloți, 284 de observatori, și 152 de mitraliori pe lângă cei 119 de piloți ai Marinei.

## Locurile bătăliei astăzi

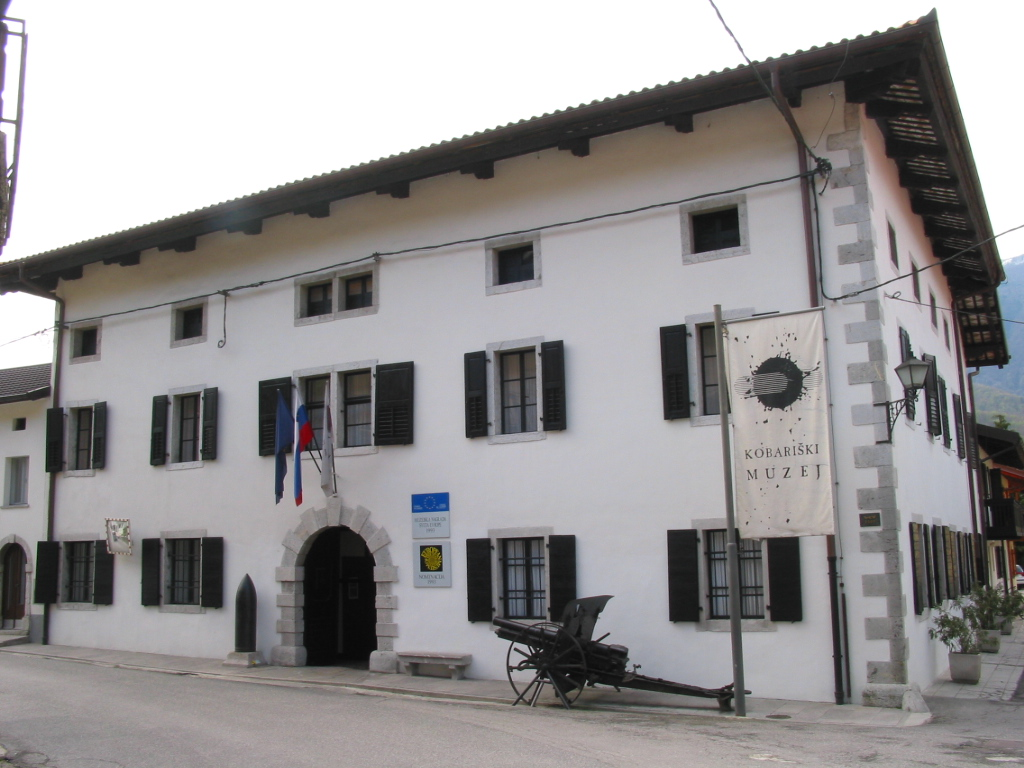
Muzeul Primului Război Mondial din Kobarid

Astăzi, aceste locuri sunt vizitate în fiecare an de mii de împătimiți ai istoriei și ai muntelui, care vor să vadă drumuri militare, tranșee, buncăre, mausolee, monumente și osuare⁠(d).
Există mai multe muzee și expoziții dedicate Marelui Război, cum ar fi cele din Gorizia, Asiago, Ragogna și San Martino del Carso⁠(d) în Italia și Nova Gorica, Tolmin și Kobarid în Slovenia; acesta din urmă, în special, permite tururi cu ghid în locurile de pătrunderii germane, și pe malurile râului Isonzo, celebru pentru multe lupte în care s-au ciocnit cele două armate.
În ceea ce privește cimitirele de război⁠(d), în apropiere de Kobarid se află Mausoleul Militare de la Caporetto⁠(d), deschis în 1938, care adăpostește rămășițele pământești a 7.014 soldați italieni (din care 1.748 necunoscuți). În același an, a fost construit și de germani un osuar la Tolmin⁠(d), care conține rămășițele a aproximativ o mie de soldați morți în octombrie-noiembrie 1917. Înainte de închiderea lor și transferul rămășițelor la mausoleul militar din Redipuglia⁠(d) (unde este înmormântat și fostul comandant al Armatei a 3-a, Emanuele Filiberto de Savoia-Aosta) și în alte situri austro-germane, unele dintre cimitire erau amplasate în Prepotto, Grimacco, Stregna, Drenchia, Càmina (dedicat brigăzilor „Salerno”, „Caltanissetta” și „Emilia”) și San Pietro al Natisone. Se păstrează și cimitirele austro-ungare din Modrejce, Loče, și capelele italiene din Gabria, Ladra și Planica.
În jurul zonei Caporetto se află și punctul de plecare pentru excursii în locurile din apropiere, unde au avut loc acțiuni în război, cum ar fi Monte Nero⁠(d), Muntele Rombon⁠(d), Gran Monte⁠(d) și Muntele Canin⁠(d), unde au avut loc primele momente violente ale înaintării austro-germane către Tagliamento⁠(d), și apoi Piave, unde italienii s-au cantonat într-o ultimă încercare disperată de a bloca invazia inamică. Unele dintre cele mai interesante trasee sunt:
- Cividale del Friuli - Caporetto (Kobarid)

traseu auto, de-a lungul văilor râului Natisone⁠(d), unde se pot vedea rămășițele rutelor de aprovizionare italiene, căi ferate, drumuri, tăblițe și structuri;
- Monte Purgessimo

traseu de munte accesibil tuturor, situat între văile Natisone și Câmpia Friulană⁠(d), cu locurile unde s-a dus bătălia de la Cividale⁠(d), unde italienii au încercat să oprească înaintarea austro-germană;
- Na Gradu-Klabuk

de la refugiul Solarie⁠(d) situat pe pasul omonim unde se ajunge cu mașina, din satul Azzida⁠(d) (comuna San Pietro al Natisone) și continuând apoi spre satul Crai (Drenchia), pornesc unele poteci către zone unde sunt tranșeele de pe Colovrat și resturile unor fortificații italiene, la muzeul în aer liber de pe muntele Na Gradu-Klabuk;
- Muntele Hum⁠(d)

din satul Rucchin (Grimacco), la fortificațiile Armatei a 2-a italiene;
- Muntele Matajur⁠(d)

de la refugiul Guglielmo Pelizzo⁠(d), la unul dintre cei mai celebri munți din Alpii Iulieni, cu vizitarea tranșeelor, barăcilor și cazematelor.